# Cuisine malaisienne

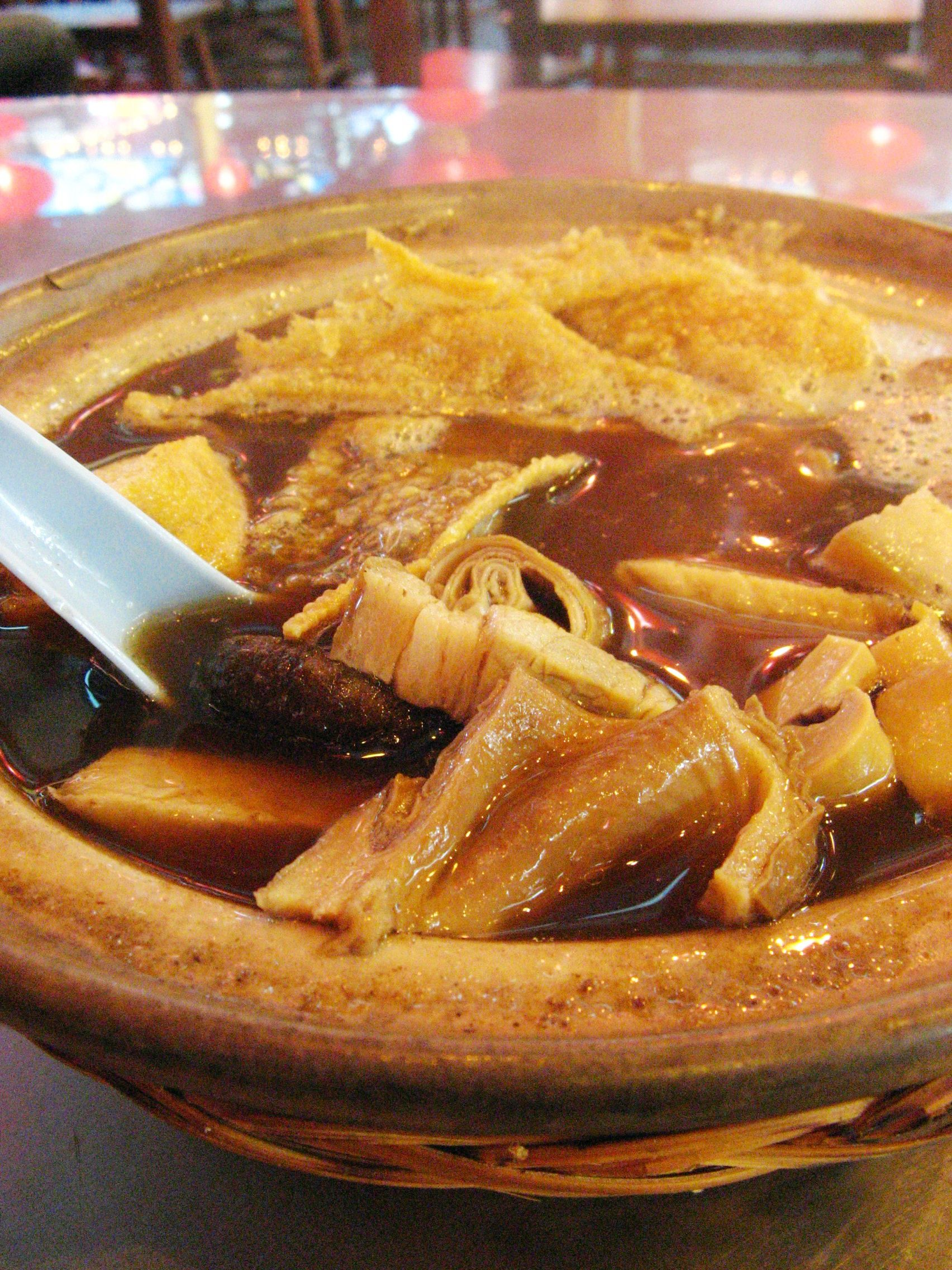
Sup tulang, soupe malaisienne.

La cuisine malaisienne est un terme générique regroupant toutes les cuisines trouvées en Malaisie, reflètant ainsi la composition multiethnique de sa population.
Tandis que la désignation cuisine malaise, se réfère aux traditions culinaires de l'ethnie majoritaire.
Elle est issue de la fusion d'influences locales, indiennes, javanaises et chinoises pour l'essentiel, mais auxquelles s'ajoutent des influences de groupes ethniques locaux de Sabah et Sarawak, des Orang Asli comme des Peranakan. Sans oublier l'apport des migrations antérieures, puis coloniales ; qui amènent à la cuisine malaise des touches britanniques, portugaises, hollandaises ou thaïes.

## Ingrédients

### Ingrédients principaux

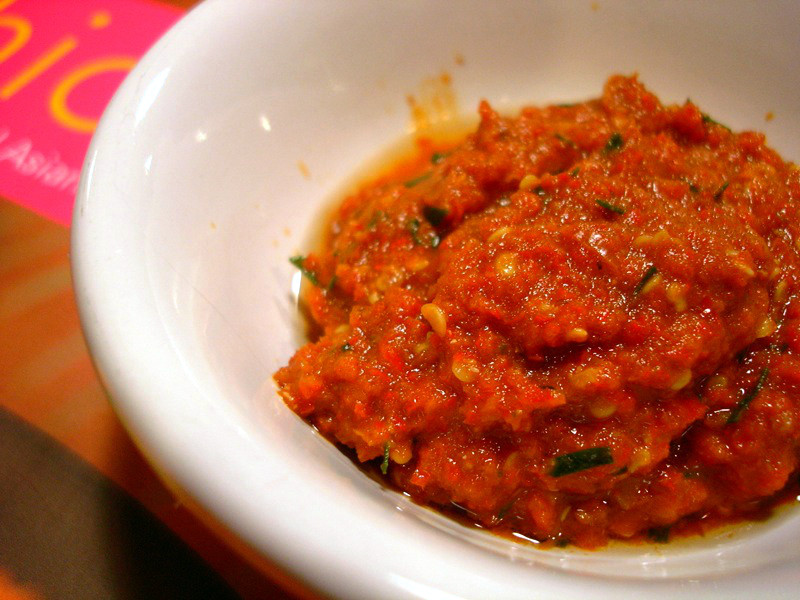
Sambal belacan.

Le piment est indispensable à la cuisine malaisienne, aussi bien frais que déshydraté. On en utilise de toutes tailles, formes ou couleurs. Deux d'entre eux sont surtout utilisés : le cili padi, petit piment rouge très piquant et les piments verts.
Le belacan est lui aussi essentiel. C'est une pâte de crevettes pressée et séchée au soleil. Nature, elle présente une très forte odeur, mais une fois cuite, elle parfume singulièrement un grand nombre de plats. Elle est le plus souvent mélangée avec des piments, des échalotes et du jus de citron vert (sambal belacan). On l'émiette également dans une pâte d'épices appelée rempah, à base d'ail, gingembre, oignons ou échalotes et piments.
La noix de coco (malais : kelapa) est un autre ingrédient tout aussi essentiel dans la cuisine malaise, elle est utilisée sous toutes ses formes. Sa chair peut être râpée, séchée, grillée et moulue pour faire du kerisik. Elle est aussi pressée pour faire du lait de coco et est largement utilisée en plats et desserts dans tout le pays. L'huile de noix de coco est aussi utilisée en cuisine ainsi qu'à des fins cosmétiques. Elle peut être obtenue à partir du coprah, ou directement extraite de noix de coco fraiches. Quant à l'eau de noix de coco, le liquide clair présent dans la cavité de chaque noix de coco, c'est un rafraichissement populaire en Malaisie.
Enfin, le gula melaka, sucre brun issu de la fleur de noix de coco, est l'édulcorant le plus traditionnel de la cuisine malaise.
La sauce soja est un autre ingrédient important. Diverses sortes de sauces sont utilisées : la sauce de soja légère, qui sale agréablement divers plats, sautés et marinades. Dans certains restaurants ambulants, on peut déguster des piments trempés ou marinés dans cette sauce légère.
La sauce soja noire est plus épaisse, plus intense et moins salée. C'est un exhausteur de goût très courant, particulièrement dans le masak kicap (sorte de daube avec un mélange de diverses sauces soja), et sert également à colorer ou assombrir divers plats.
Le kecap manis, sauce soja sucrée et parfois parfumée à l'anis étoilé ou à l'ail, est également un assaisonnement populaire dans la cuisine.
La citronnelle est aussi utilisée, et notamment ses tiges les plus jeunes. Elle est consommée brute, ciselée en salade ou mélangée à d'autres arômes dans un rempah.
La feuille de pandanus est l'équivalent asiatique de la vanille dans la cuisine occidentale. Son arôme subtil, obtenu par la pression des feuilles, sert dans la préparation de currys, riz ou desserts. Ses feuilles enveloppent également riz, poulet ou poissons.
Le curcuma (malais : kunyit) est un rhizome populaire pour sa saveur et ses propriétés colorantes.
Le tofu, surtout frit, est largement utilisé en ingrédient comme en accompagnement. On le retrouve dans des plat comme le rojak (salade de fruits et légumes), dans des soupes de nouilles et des ragouts. Il est également l'ingrédient principal dans le tahu goreng, accompagné de pousses de haricots, de concombre et d’oignon et saupoudré d'arachides grillées et écrasées.

### Riz

#### Congee
Le congee est une bouillie de riz populaire en Malaisie. Il est d'abord consommé pour le petit déjeuner ou un diner tardif. Il est appelé bubur en malais. L'importance et la popularité du congee dans le régime malaisien sont telles que le bubur ayam, ou poulet-congee, est un plat permanent des menu des McDonald's malais.

### Nouilles
Les nouilles sont un autre accompagnement populaire et permettent une alternative au riz. Elles sont nombreuses, on trouve les bihun, le mi ou le mi suah.

### Viande

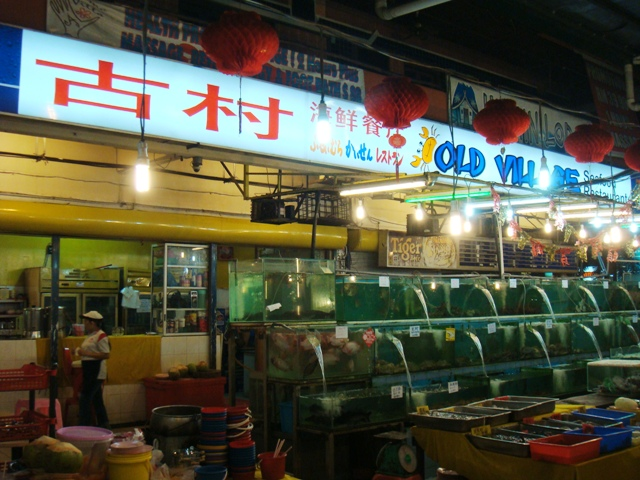
Aquariums de fruits de mer frais d'un restaurant de Kota Kinabalu.

La volaille malaisienne est halal, en conformité avec la religion dominante et officielle du pays, l'islam. On trouve de la volaille importée dans les plus grands hypermarchés, supermarchés et magasins spécialisés, notamment dans les endroits où réside une forte communauté expatriée.
Le poisson, de mer comme d'eau douce, est bien présent dans le régime alimentaire malais. La plupart de la pêche locale est achetée et consommée fraiche assez rapidement, tandis que le poisson surgelé est généralement importé, en témoignent le saumon et la morue que l'on peut trouver aisément mais qui ne sont pas pêchés dans les eaux locales.
De nombreux fruits de mer sont consommés en Malaisie, tels que la crevette, le crabe, le calamar, la seiche, les palourdes, les bigorneaux, le concombre de mer et la pieuvre. En général, la majorité des communautés ethniques de Malaisie apprécient les fruits de mer, qui sont considérés halal, bien que certaines espèces de crabes ne sont pas considérées halal, vivant à la fois en mer et sur terre.
Le bœuf est courant dans le régime alimentaire malais, bien que proscrit par certains hindouistes et certaines sectes chinoises. Il est généralement cuisiné en curry, ragout, rôti ou servi avec des nouilles. Il est majoritairement halal, de même que le bœuf australien importé, qui est supervisé par l'AGSMS (Government Supervised Muslim Slaughter System).
Les Malais, qui forment la moitié de la population, sont majoritairement musulmans et ainsi ne consomment pas de porc. Ce qui n'interdit pas les autres communautés d'en produire et d'en consommer ; on en trouve ainsi dans certains marchés, supermarchés et hypermarchés. Il est surtout consommé par les communautés chinoises, iban, kadazan, orang aasli et les expatriés.
En Malaisie, le terme « mouton » fait en fait référence à la viande de chèvre. L'agneau est toujours importé d'Australie ou de Nouvelle-Zélande. Auparavant, le mouton était associé à la cuisine des communautés indiennes et n'était pas donc très répandu. Aujourd'hui, les méchouis, le mouton briyani ou la soup de mouton sont courants lors de banquets et évènements, à tel point que la demande est devenue plus forte durant la période d'Hari Raya que pour Deepavali ou Noël réunis.

### Légumes

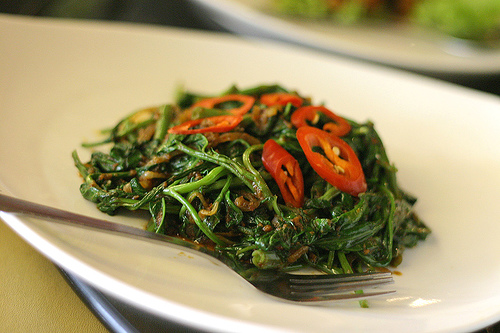
Kangkung belacan.

Grâce au climat tropical de la Malaisie, on trouve des légumes produits localement, sans aucune incidence saisonnière. Pendant certaines saisons de pluies, la production peut toutefois diminuer et ainsi les prix augmenter. Il existe également une importation de légumes depuis ces dernières années, soit par nécessité liée à une forte demande de produits essentiels, comme l'ail et la pomme de terre, soit qu'ils soient difficilement cultivables localement. Peu de régions en Malaisie, comme Tanah Tinggi Cameron ou les plaines adjacentes au mont Kinabalu, réunissent les conditions idéales pour la culture du théier (Camellia Sinensis).
Les principaux légumes que l'on peut rencontrer :
- Amarante, bayam en malais (Amaranthus).
- Haricot mungo, taugeh (Vigna radiata). Sa forme germée est surtout utilisée, c'est ce qu'on appelle de manière erronée pousses de soja.
- Aubergine, terung (Solanum melongena).
- Margose, peria (Momordica charantia).

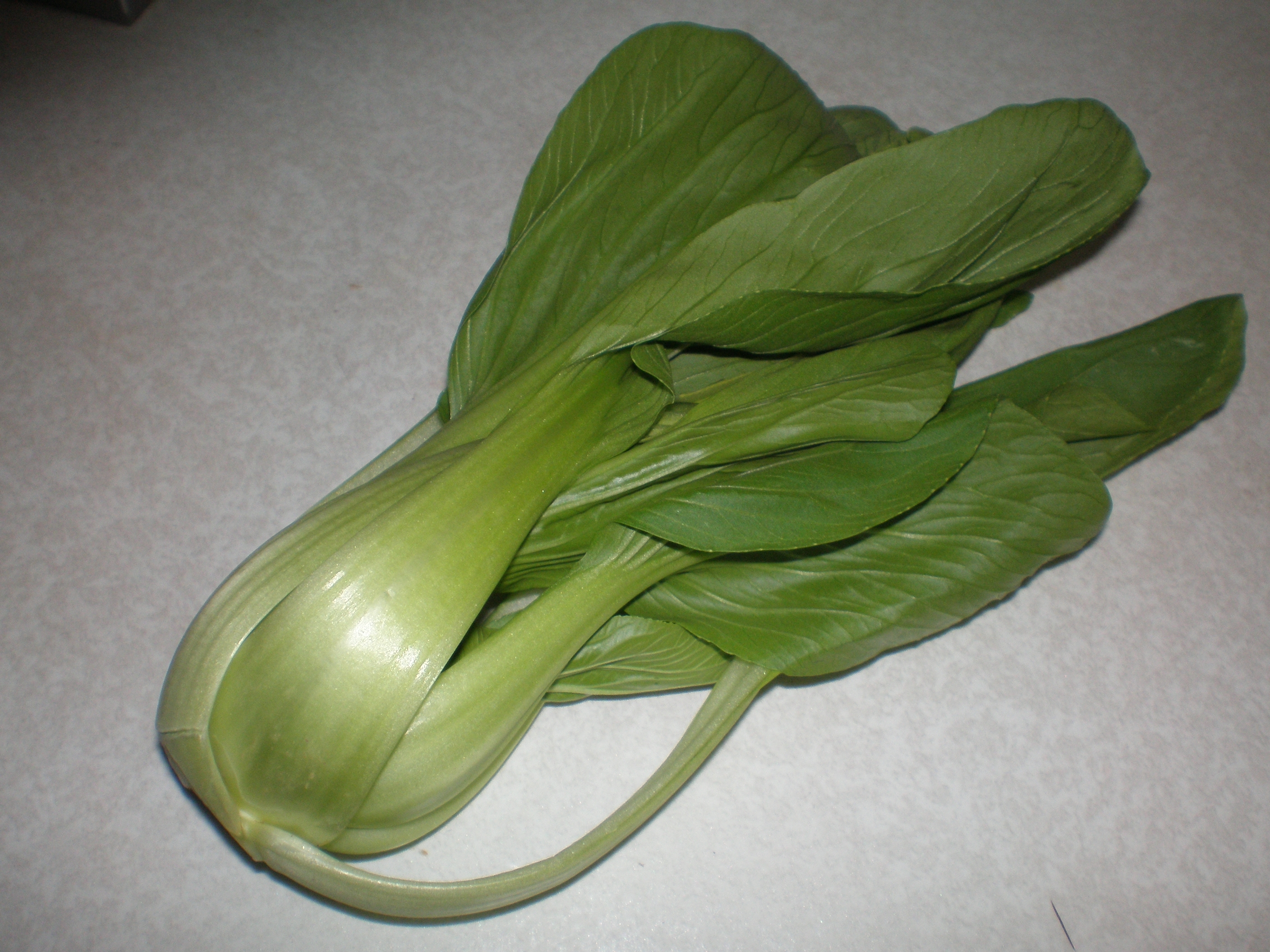
Bok choy.

- Bok choy ou chou de Chine, sawi (Brassica rapa subsp. chinensis).
- Chou, kobis (Brassica).
- Choi sum, chou chinois (Brassica rapa subsp. chinensis var. parachinensis).
- Concombre, timun (Cucumis sativus).
- Céleri chinois ou céleri à couper, daun sup (Apium graveolens var. secalinum).
- Coriandre, daun ketumbar (Coriandrum sativum).
- Galanga, lengkuas (Alpinia galanga).
- Gingembre, halia (Zingiber).
- Haricot vert (Phaseolus vulgaris).
- Kangkung ou liseron d'eau (Ipomoea aquatica).
- Gombo, bendi (Abelmoschus esculentus).
- Poireau d'été (Allium ampeloprasum).
- Laitue (Lactuca sativa).
- Lotus sacré (Nelumbo nucifera).
- Maïs, jagung (Zea mays).
- Pe-tsaï ou chou de Pékin, kobis cina (Brassica rapa subsp. pekinensis).
- Patate douce, ubi keledek (Ipomoea batatas).
- Ciboule, daun bawang (Allium fistulosum).
- Menthe vietnamienne, daun kesum ou daun laksa (Polygonum odoratum).

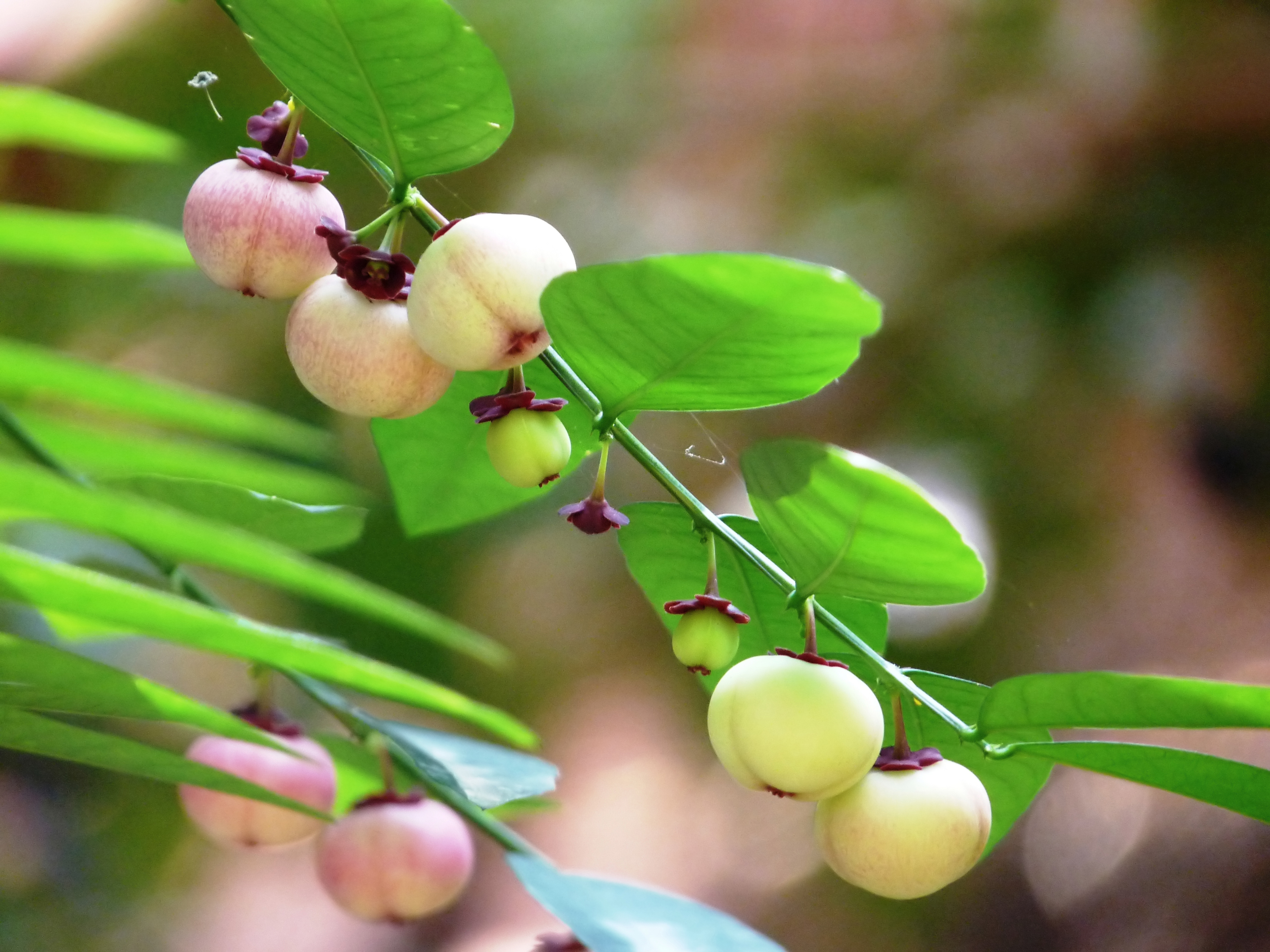
Cekur manis.

- Cekur manis ou sayur manis (Sauropus androgynus).
- Shiitaké, cendawan (Lentinula edodes).
- Petai (Parkia speciosa).
- Tapioca, ubi kayu (Manihot esculenta).
- Taro, ubi keladi (Colocasia esculenta).
- Tomate (Solanum lycopersicum L.).
- Pois patate (Pachyrhizus).
- Curcuma, kunyit (Curcuma longa).
- Haricot kilomètre, kacang panjang (Vigna unguiculata subsp. sesquipedalis).

### Fruits
- Banane, pisang en malais. On trouve plusieurs variétés, dont la plantain utilisée pour le goreng pisang.
- Calamondin, ou limau kasturi.
- Cempedak.
- Ramboutan.
- Papaye, ou betik.
- Mangue, ou mangga en malais.
- Durian.
- Goyave, en malais jambu ou jambu batu.
- Melon honeydew, ou tembikai susu.
- Jacquier, ou nangka, similaire en apparence au cempedak, mais assez différent au goût.
- Langsat.
- Longane, ou œil du dragon en chinois.
- Mangoustan, ou manggis.
- Ananas, ou nanas.
- Pitaya.
- Pamplemousse, ou limau bali.

## Kuih

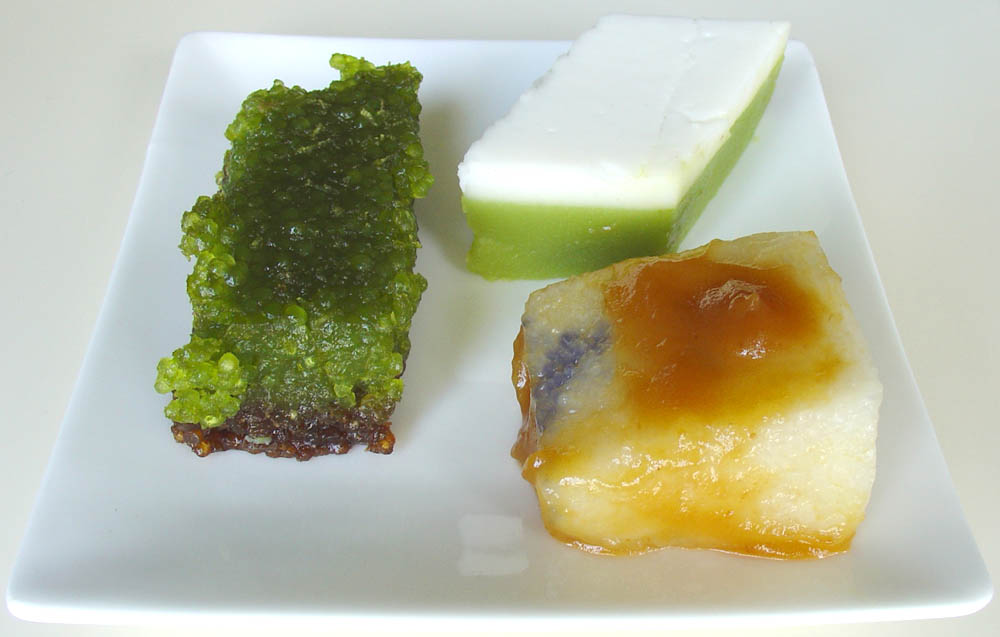
Kuih nyonya.

Les kuih (pluriel : kuih-muih) désignent principalement des bouchées, souvent associées aux Malais et aux communautés chinoises. Ce terme peut désigner des gâteaux, des biscuits, sucreries et pâtisseries. Ils peuvent être mangés tout au long de la journée, du petit déjeuner à l'heure du thé (héritage anglais) et en goûter. Le plus souvent frits et à base de riz ou de riz gluant, les kuih peuvent être extrêmement divers.
Quelques exemples :
- Ang ku kuih (chinois : 紅龜粿) : pâtisserie chinoise ronde ou ovale à base de farine gluante de riz coloré en rouge enroulé autour d'une riche garniture.
- Apam balik : chausson dont la texture se rapproche du pancake. Cuit au grill et garni de sucre brun, d'arachide, de crème de maïs et de noix de coco.
- Cucur : beignet frit, aussi connu sous le nom de jemput-jemput. On trouve des cucur udang (à base de crevettes décortiquées), cucur badak (à base de patates douces), et des cucur kodok (à base de bananes).
- Curry puff : petite tarte garnie d'un curry de poulet et/ou de pommes de terre.
- Kuih bahulu : petite génoise de diverses formes (bouton, poisson rouge…), cuite dans un moule.
- Kuih cincin : snack populaire à base de pâte frite dans les communautés malaisiennes de l'est du pays.
- Kuih jelurut : aussi connu comme kuih selorot à Sarawak, ce kuih est fait d'un mélange de gula apong et de farine de riz enroulés en cône dans des feuilles de palme et cuit.
- Kuih kapit, sapit ou sepi : gaufrette croustillante aromatisée à la noix de coco, aussi connue sous le nom de « lettres d'amour ».
- Kuih kochi : boulettes de riz gluant farcies de pâte sucrée, en forme de pyramide et enroulées de feuilles de bananier.
- Kuih pie tee : spécialité nyonya, tarte fine et croustillante garnie avec une mixture à la fois sucrée et épicée d'émincé de légumes et de crevettes.
- Kuih pinjaram : beignet frit en forme de soucoupe garni d'œuf. Vendu dans la majorité des marchés de Malaisie Orientale.
- Kuih serimuka : kuih à deux rayures avec du riz gluant cuit formant la première partie, et d'une sorte de crème anglaise verte à base de jus de pandanus pour la seconde.
- Kuih wajid ou wajik : compression de riz gluant cuit avec du lait de coco et du gula melaka.
- Niangao (chinois : 年糕) ou kuih bakul : riz brun collant et sucré associé au Nouvel an Chinois. On en trouve toutefois tout au long de l'année dans les étals, avec du niangao entre deux tranches de taro ou de patate douce et frit.
- Onde onde : petites boulettes de farine de riz gluant et parfumées avec du pandanus, fourrées de sirop de sucre de palme et de noix de coco.
- Or kuih (chinois : 芋粿) : gâteau de morceaux de taro (ou yam), de crevettes séchées et de farine de riz. Il est ensuite garni d'échalotes frites, d'oignons, de piment et de crevettes séchées et accompagné d'une sauce pimentée.
- Tarte à l'ananas : pâtisserie farcie ou garnie de confiture d'ananas.
- Putu piring : gâteau arrondi à base de farine de riz, farci de sucre de sucre de palme.

## Restaurants
Un kopitiam, ou kopi tiam, est un café, généralement tenu par des propriétaires chinois (généralement de la province d'Hainan). Le mot kopi est le mot malais pour « café », et tiam signifie « magasin » en hokkien (chinois : 店). En Malaisie comme à Singapour, ces cafés proposent des menus et des plats comme des nasi lemak, des œufs durs, du roti bakar, des plats de nouilles, du pain et des kuih. On pourra trouver devant certains de ces kopitiam des étals loués à des indépendants, qui proposeront une nourriture plus spécialisée que les standards chinois des kopitiam. On peut y boire du milo (chocolat malté), aussi bien que du café (kopi) et du thé (teh). La clientèle peut commander des boissons faites à la demande et en fonction des goûts.
Les mamak sont également une institution malaisienne omniprésente dans tout le pays et surtout dans les zones urbaines. Les étals et restaurants mamak proposent un large choix de plats et sont ouverts 24 h par jour. La plupart de leurs propriétaires sont issus de la communauté tamoule, qui a développé un style culinaire distinct, exerçant une énorme influence sur la gastronomie malaisienne, en disproportion totale à leur nombre. Un menu type, qui se présente à la base sous forme de buffet dans certains de ces mamak, se nomme nasi kandar, analogue au nasi campur malais, et où l'on paye ce que l'on a finalement mangé. On y trouvera une grande variété de currys à base de poulet, bœuf, mouton ou fruits de mer.

## Cuisine malaise
Dans un repas traditionnel malais, le riz est la pièce maitresse, tout le reste n'est qu'accompagnement. Elle est plutôt similaire à la cuisine indonésienne, et en particulier à celle de Sumatra. Elle a également été influencée au cours du temps par des apports chinois, indiens et thaïs. Certains plats malais, comme l'arisa et le kacang pool sont des exemples de l'apport de la cuisine arabe
- Asam pedas : ragoût aigre et épicé de viande, dont les ingrédients principaux sont le tamarin et le piment. En fonction des régions, des tomates, des boutons de rose de porcelaine hachés et de daun kesum (menthe vietnamienne ou basilic chinois) sont ajoutés. Il est habituellement cuisiné avec du maquereau ou de la raie, bien que d'autres recettes utilisent du poulet et même de la queue de bœuf.
- Ayam goreng : poulet frit, préalablement mariné dans un mélange de curcuma et d'autres assaisonnements.
- Ayam masak merah : ce plat signifie littéralement « poulet cuit rouge ». Les morceaux de poulet sont d'abord frits puis lentement braisés dans une sauce tomate épicée. Des petits pois sont parfois ajoutés, le plat est ensuite garni de feuilles de combava hachées, aussi bien que de coriandre.
- Ayam percik : aussi connu sous le nom d'ayam golek dans certains endroits, l'ayam percik est un plat de poulet grillé et mariné, cuit avec un jus épicé de lait de coco.

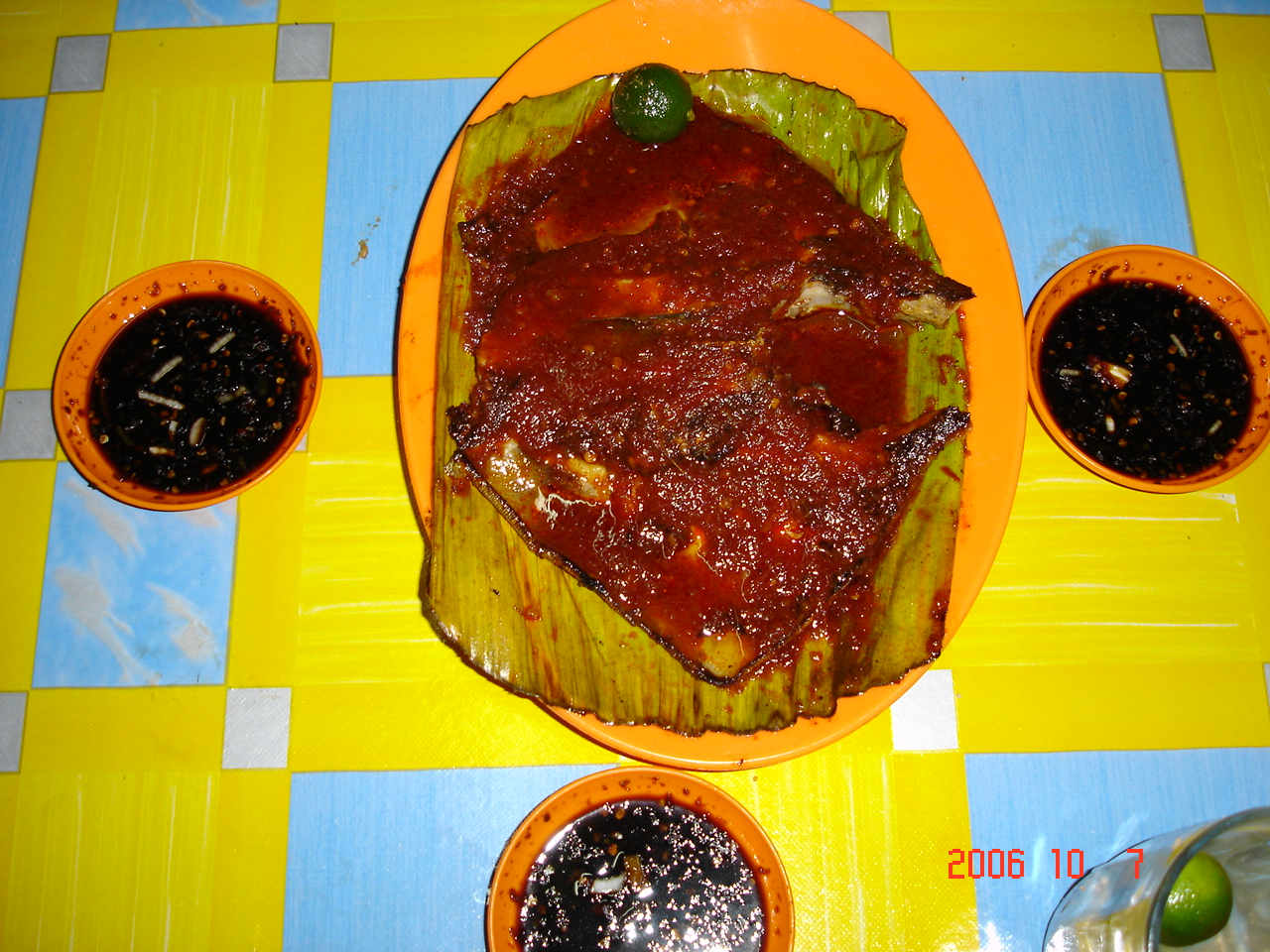
Ikan bakar à Muar (Johor).

- Bubur lambuk : une délicieuse bouillie de riz faite d'une mixture d'épices, légumes, bœuf ou poulet et de citronnelle[5]. Il est généralement cuisiné collectivement à la mosquée locale et distribué pour rompre le jeûne du ramadan chaque soir. Dans l'État de Terengganu, le bubur lambuk est préparé avec des herbes sauvages, du budu, des patates douces et des fruits de mer.
- Gulai : le mot malais qui désigne le curry (en tant que plat). Les ingrédients principaux sont la volaille, le bœuf, le mouton, les abats, les poissons et fruits de mer, ainsi que des légumes comme des feuilles de manioc. Le jus est généralement jaunâtre dû au rempah qui en constitue la base et à l'addition de curcuma. L'épaisseur et la consistance du jus peuvent varier.
- Ikan bakar : poisson grillé au barbecue ou au charbon de bois, généralement enduit d'une sauce sambal. Il peut être accompagné d'air asam, une sauce faite de pâte de crevette, d'oignons, piments et jus de tamarin.
- Ikan goreng : un terme générique pour désigner un poisson frit, partiellement ou totalement, et toujours mariné avant cuisson. Il y a d'innombrables recettes et variantes pour désigner ce qui est la forme la plus populaire méthode de cuisiner le poisson en Malaisie.

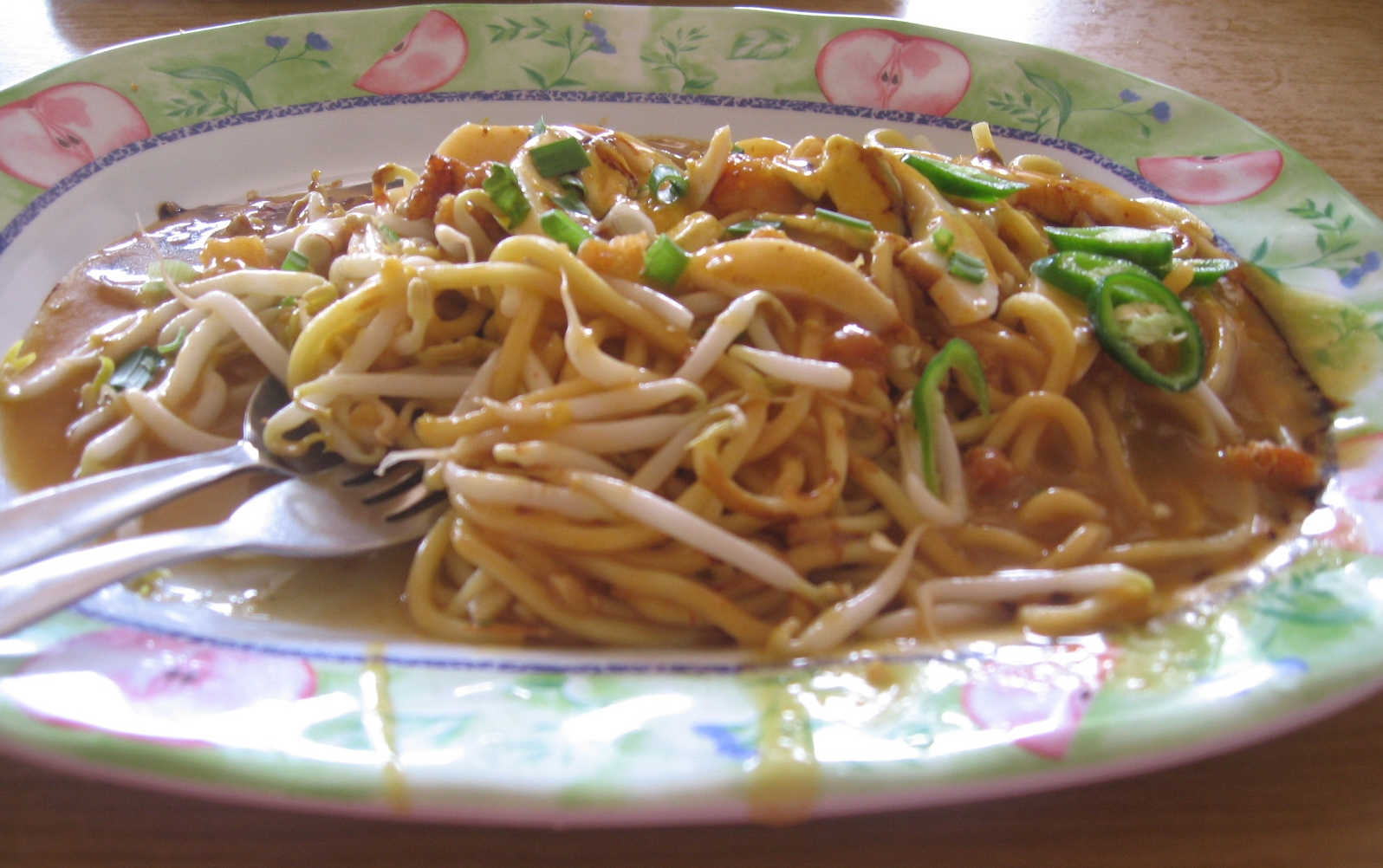
Mee rebus.

- Kerabu : un plat de salade à base de fruits et légumes cuits ou crus, ainsi qu’occasionnellement viandes et fruits de mer. Il y a plusieurs variantes de kerabu : le kerabu taugeh est fait avec des pousses de haricots blanchis et des ingrédients purement malais comme le kerisik, tandis que le kerabu mangga, composé de mangue verte hachée, s'apparente plus aux salades thaïes.
- Ketupat : boulette de riz bouilli enroulée et cuite dans un petit panier de feuilles de palme. Cette méthode de cuisson donne au ketupat une forme et une texture bien caractéristiques. Habituellement mangé avec un rendang, ou en accompagnement de sate, le ketupat est aussi servi lors de diverses festivités telles que l'Hari Raya Aidilfitri.
- Maggi Ketam : plat populaire du Kelantan de nouilles instantanées et de crabe.
- Mee bandung Muar : cuisine traditionnelle de Muar, dans l'État de Johor. À l'origine, elle se basait uniquement sur des nouilles et des œufs, en plus de sa soupe faite d'une mixture de piments, d'oignons, d'épices, de pâte de crevettes et de crevettes séchées. Depuis, la recette du mee bandung a été revisitée avec l'ajout de crevettes, viande, poisson, poisson pané et légumes.
- Mee celup : soupe de nouilles du Kelantan, servie avec de la viande, du poulet, de la cannelle, de l'ail, de l'oignon, du gingembre, de la cardamome, des clous de girofle et de l'anis étoilé.

- Mee goreng : nouilles frites.
- Mee rebus.

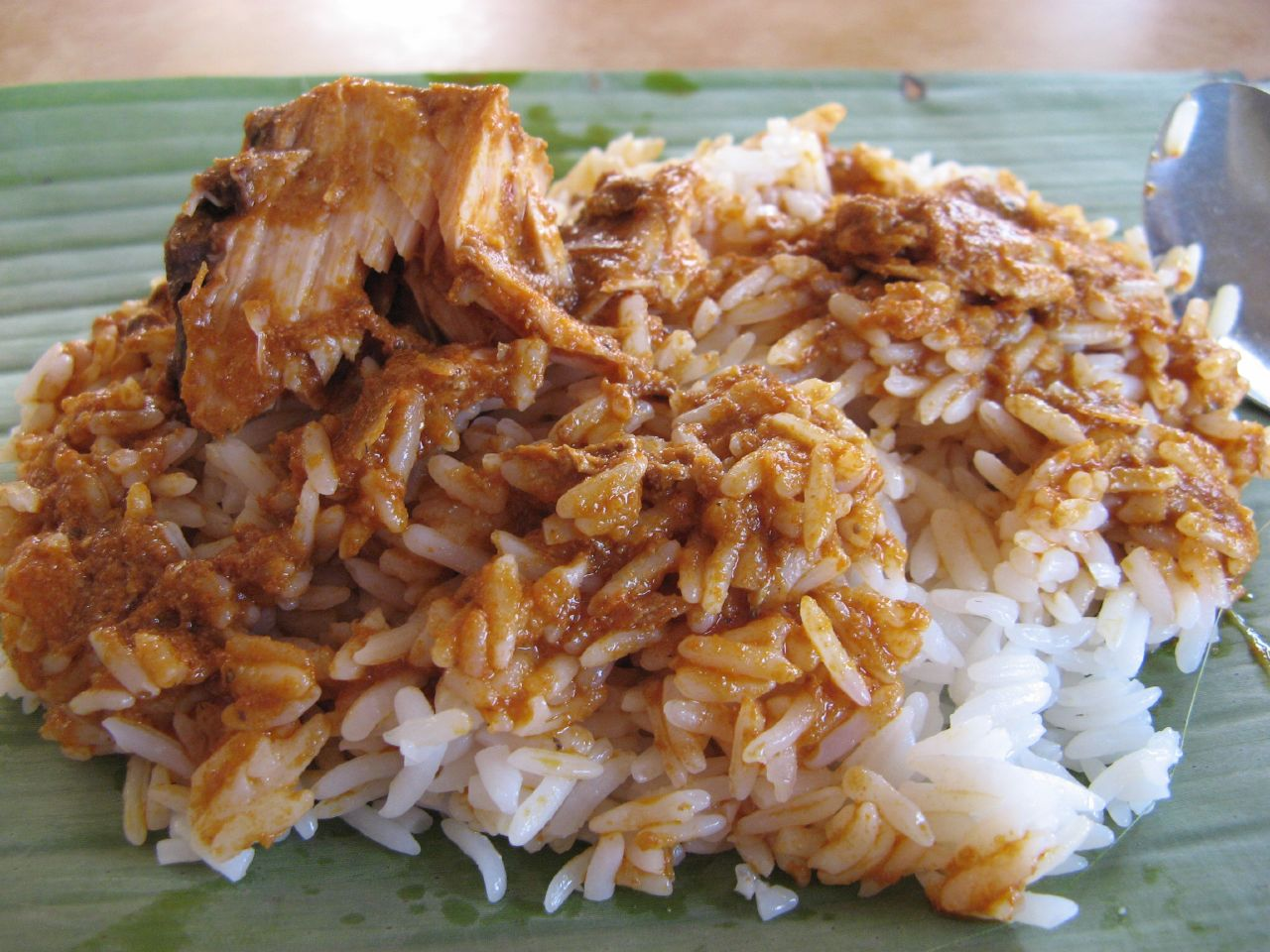
Nasi dagang.

- Mee udang : plat de nouilles très populaire à Penang.
- Nasi ambang : plat fait de riz blanc préparé avec un curry de poulet ou de poulet cuit dans une sauce soja, légumes, nouilles frites, poisson et chair de noix de coco frite.

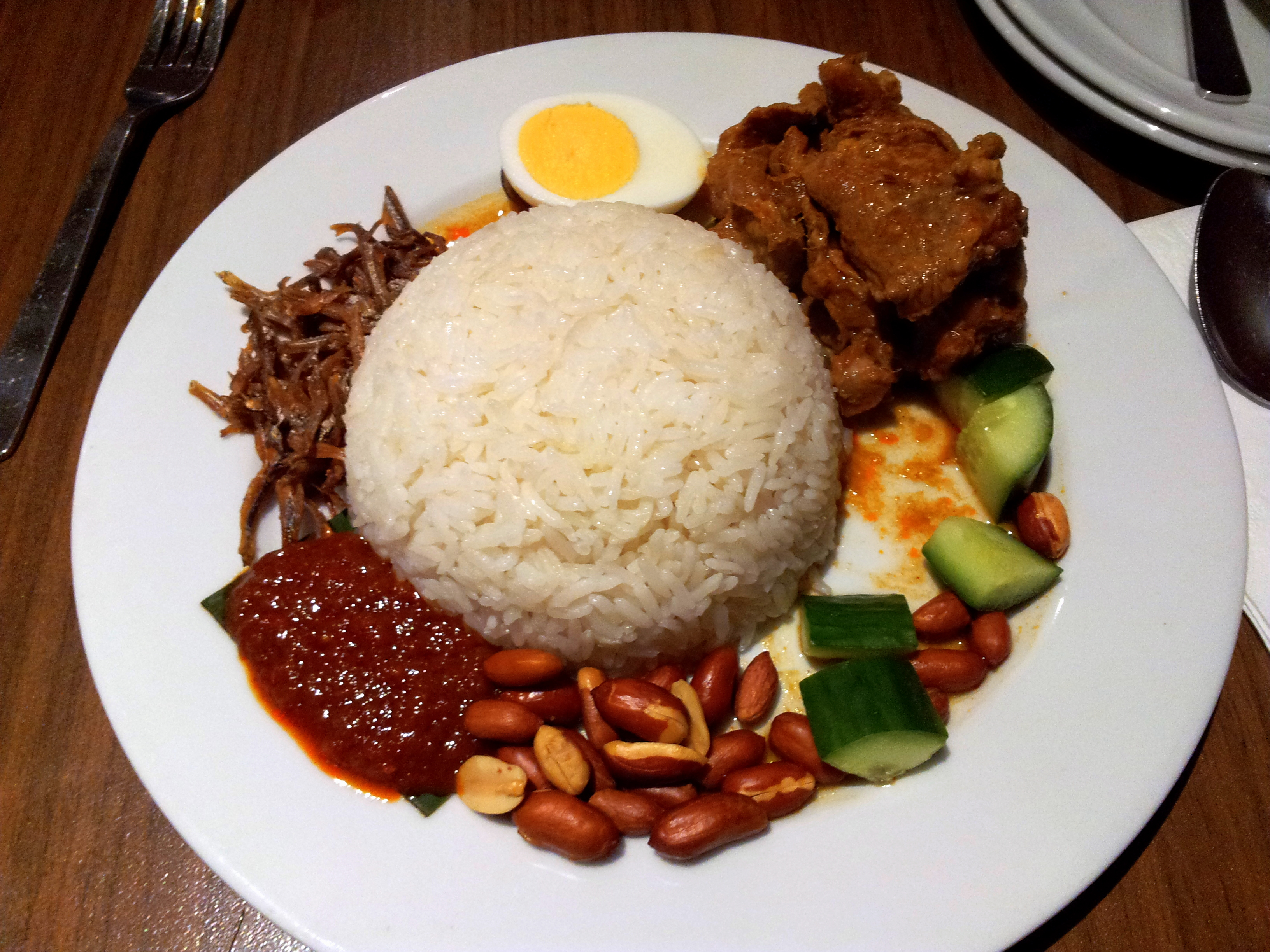
Nasi lemak servi avec des anchois, arachides, œuf, curry d'agneau, légumes et sambal.

- Nasi dagang : riz cuisiné avec du lait de coco et des graines de fenugrec, servi avec un gulai (souvent du thon ou ikan tongkol), de la noix de coco frite, des œufs durs et des légumes. Le nasi dagang est consommé en petit déjeuner dans les États du Kelantan et de Terrenganu. À ne pas confondre avec le nasi lemak, qui se vend également en même temps que le nasi dagang sur la côte Est.
- Nasi goreng : terme générique pour désigner un riz frit, et qui comprend de nombreuses variantes, comme le nasi goreng kampung, nasi goreng pattaya, et le nasi paprik.
- Nasi lemak : plat populaire à base de riz, cuit à la vapeur avec du lait de coco et des feuilles de pandanus. D'origine purement malaise, il est fréquemment considéré comme le plat national[6]. Il est habituellement servi avec de l'ikan bilis, des cacahuètes, du concombre tranché, des œufs dur et de sambal. Bien qu'il soit souvent considéré comme un petit déjeuner, la grande variété de ses recettes fait qu'on peut le retrouver tout au long de la journée. Pour en faire un plat plus consistant, il est servi avec du poulet frit, du curry, ou un ragoût de viande épicé appelé rendang.
- Nasi kerabu : riz bleu mangé avec du poisson séché ou du poulet rôti, des biscuits ou des crackers et des condiments. Le nasi kerabu est très populaire sur la côte Est, mais on peut en trouver dans tout le pays.

- Nasi minyak : riz parfumé avec des épices séchées et du ghee, habituellement servi avec un rendang. Comme son nom l'indique, c'est un riz très riche (minyak signifie « huile »). Une variante du nasi minyak, teinte de multiples couleurs, est appelée nasi hujan panas.
- Nasi tomato : riz cuit avec une sauce ou une pate de tomate, du lait, des épices séchées et d'un rempah sauté à base d'ail, d'oignons et de gingembre. Le nasi tomato est souvent associé avec l'ayam masak merah.

- Nasi tumpang : riz servi dans un cône de feuille de bananier, contenant de l'omelette, de la viande émincée, du poulet et/ou du curry de crevette et un jus. Ce plat est souvent destiné aux voyageurs.
- Nasi ulam : salade de riz comprenant une grande variété d'herbes (daun kaduk, daun cekur, daun kesum), ainsi que de crevettes séchées et pilées, de kerisik et d'échalotes.
- Pekasam (terme malais pour la nourriture fermentée) : dans la cuisine malaise, le pasam désigne un poisson d'eau douce fermenté dans du sel, du sucre de palme, des grains de riz grillés et des morceaux d'asam gelugur. Faire le pekasam est une tradition des États du nord de la péninsule comme dans ceux de la côte Est. Tasik Chenderoh, dans l'État de Perak est une plaque tournante du commerce de poissons d'eau douce et de la production de pekasam[7].

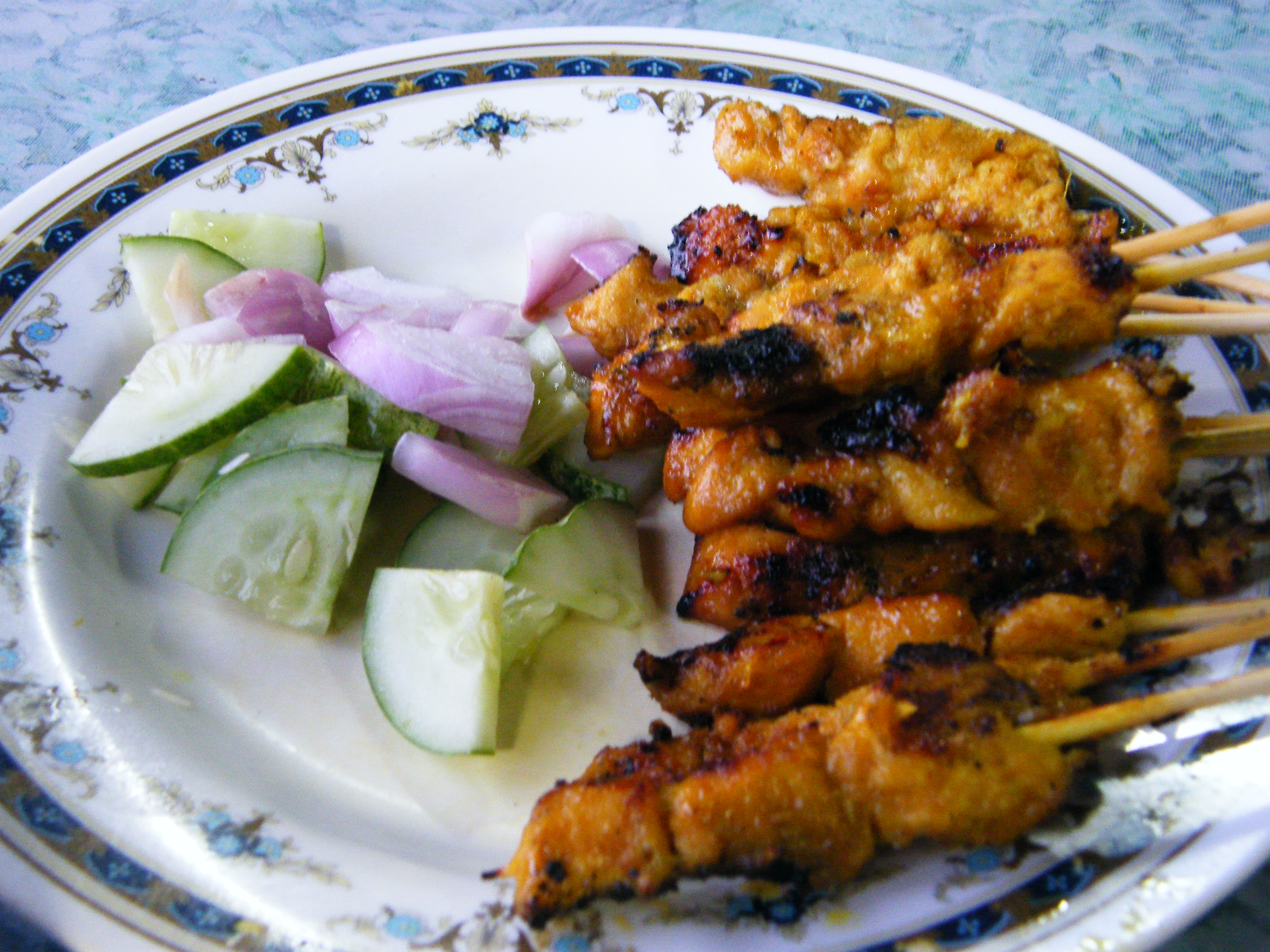
Sate.

- Rendang : ragoût épicé de bœuf et de lait de coco, provenant des Minangkabau d'Indonésie, beaucoup d'entre eux s'étant implantés dans l'État de Negeri Sembilan. On utilise normalement la viande de buffle pour ce plat, mais le bœuf et le poulet sont, pour des raisons pratiques, de plus en plus utilisés. L'addition commune de kerisik est également une touche bien malaisienne. Le rendang est traditionnellement préparé par la communauté malaise pour des occasions festives, servi avec des ketupat ou du nasi minyak.
- Roti jala (du malais roti, « pain » et jala, « filet »). Une louche spéciale à cinq trous sert à lui donner sa forme dentelée. Le roti jala accompagne habituellement un curry, ou est servi en dessert avec une sauce sucrée.
- Roti john : sandwich d'omelette et de viande épicée, populaire au petit déjeuner ou en snack.
- Sambal : le terme « sambal » ne se réfère pas seulement à une sauce type relish à base de piments pilés avec du belacan, et affiné avec du jus de calamondin, il désigne aussi une façon de cuisiner de la viande, des fruits de mer et des légumes comme le brinjal, et le petai, en les faisant braiser dans une sauce épicée à base de sambal.

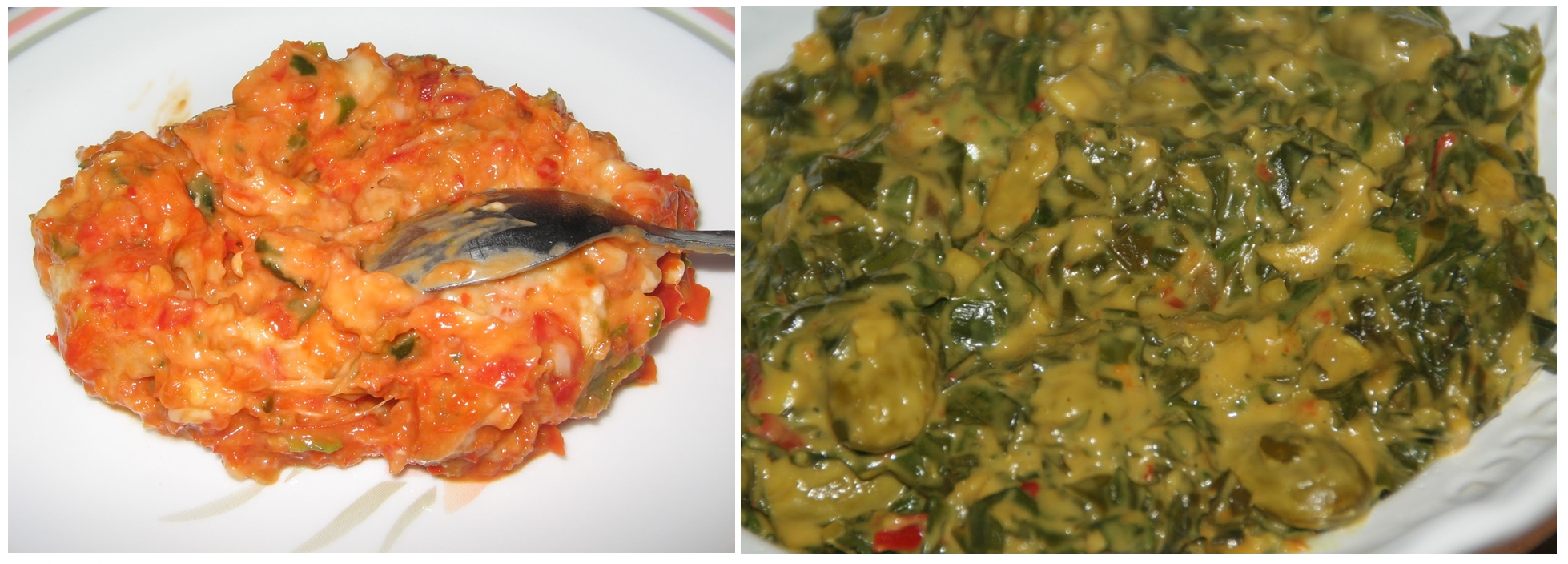
Sambal tempyak cru (à gauche) et cuit (à droite).

- Sate : un des aliments les plus connus de Malaisie, le sate est une brochette faite de bœuf mariné et de morceaux de poulet, cuite au barbecue. Il est typiquement accompagné d'une sauce aux arachides grillées. La ville de Kajang, dans l'État de Selangor, est réputée pour ses sate. Sate Kajang est un terme désignant des sate dont les morceaux de viande sont plus gros que les traditionnels.
- Seroundeng : flocons de viande épicés (rousong ou bah-sang). Il désigne aussi n'importe quel plat dont la viande ou l'ingrédient principal est émincé. En Indonésie, ce terme désigne uniquement un mélange de noix de coco séchée et grillée.
- Sup kambing : soupe de jeune mouton lentement mijotée avec des herbes aromatiques et des épices, et garnies d'échalotes frites, de coriandre fraiche et de jus de calamondin. Une variante substitue le bœuf au mouton, comme des côtes de bœuf (tulang) ou de la queue de bœuf (buntut), en gardant les mêmes herbes et épices.
- Tempoyak : durian fermenté. Il est consommé comme un relish, ou est ajouté dans des plats braisés et autres ragoûts (masak tempoyak).
- Ulam : salade traditionnelle d'herbes sauvages, de crudités et de légumes, cuits ou nature. Un ulam comprend des ingrédients tels que des fleurs de bananier, du concombre, des haricots ailés, des feuilles de pegaga, des petai et des haricots kilomètres. Elle est servie avec une sauce assez forte comme le sambal belacan.

## Cuisine javano-malaisienne

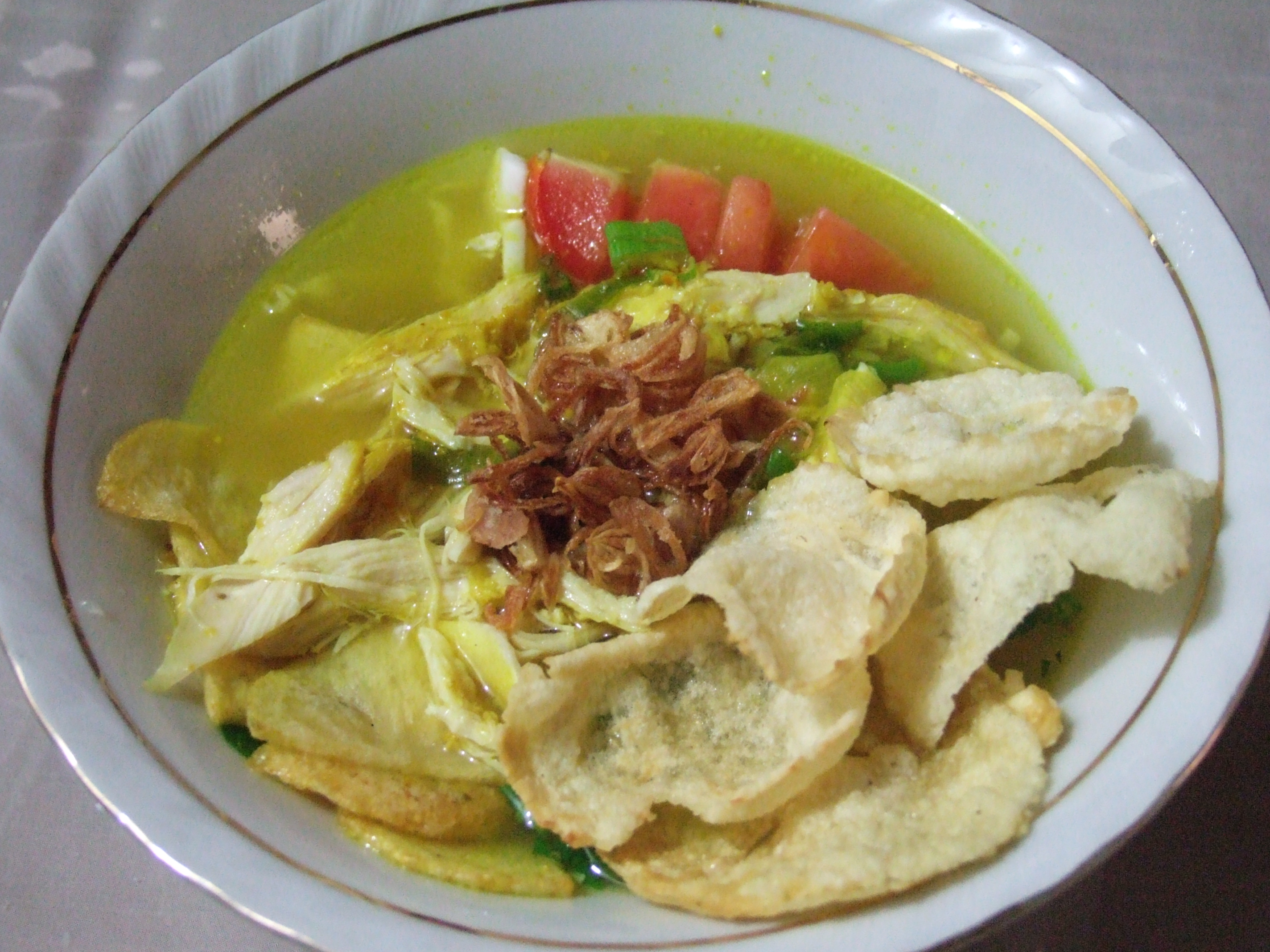
Soto ayam (poulet soto), bouillon jaune quasi transparent, chips emping et échalotes frites.

Il y a quelques plats malaisiens aux influences javanaises ou directement adaptés de la cuisine javanaise, amenés par les immigrants javanais. Cette cuisine se distingue principalement de la cuisine malaise par sa simplicité et ses parfums sucrés, contrairement à la cuisine malaise dominée par la cuisine complexe et épicée de Sumatra.
- Ayam penyet : poulet frit puis haché, assaisonné d'un sambal épicé. Il peut être accompagné de concombre, de tofu frit et de tempeh.
- Botok botok : tranches de banane et de poisson assaisonnées d'épices et d'herbes.
- Lontong : légumes braisés dans une soupe claire de lait de coco, servis avec du riz cuit à la vapeur dans des feuilles de bananier et des condiments ajoutés durant la cuisson. Servis lors d'occasions festives, mais aussi en petit déjeuner. En Indonésie, ce plat se nomme sayur lodeh.
- Nasi kuning : riz cuit au lait de coco et curcuma. C'est un petit déjeuner commun dans certaines régions comme celle de Sabah, où il est servi avec du sambal, des œufs, du serundeng et du poisson épicé. À ne pas confondre avec le nasi kunyit de Peranakan qui utilise du riz gluant.
- Pecal : salade de légumes avec des tranches de concombre, des haricots kilomètres, des pousses de haricots, du tofu frit, du kangkung (ou liseron d'eau) et du tempeh, le tout assaisonné d'une sauce cacahouète.
- Rempeyek : biscuit frit à base de farine de riz et d'autres ingrédients comme la cacahouète.
- Soto : bouillon de viande, servi avec du riz, du lontong ou des nouilles, en fonction des endroits ou des préférences.
- Telur pindang : œuf dur, herbes et épices. On le trouve lors de repas de mariages javano-malaisiens, notamment à Johor.
- Tempeh : source de protéines dans la cuisine javanaise, issue de la culture et de la fermentation de pousses de soja en forme de gâteau.

## Cuisine sino-malaisienne
La cuisine sino-malaisienne est issue de traditions culinaires des immigrants chinois en Malaisie et de leur descendance. La majorité de ces immigrants étant des hans venus de Chine du Sud, cette cuisine est majoritairement basée sur un répertoire éclectique de plats issus de la cuisine cantonaise, de la cuisine des Hakkas, de la cuisine du Fujian, et de la cuisine de Chaozhou (ou Teochew).
Au fur et à mesure de leur installation dans la péninsule, sur l'ile de Bornéo et à Sarawak, les immigrants ont amené avec eux une tradition de repas et de recettes authentiques, qu'ils ont mêlée aux caractéristiques culinaires locales. Par exemple, le riz au poulet haïnanais est parfumé avec des feuilles du très local pandanus et servi avec une sauce pimentée, ce qui le rend différent du grand classique de l'île d'Hainan.
Cette cuisine est bien sûr prédominante dans les zones à fortes concentrations de communautés chinoises, on peut en trouver dans de nombreux kopitiam (restaurants de rue) et de centres commerciaux. Dans beaucoup de ces endroits, le porc sera l'ingrédient principal, mais on peut le remplacer par du poulet pour la clientèle musulmane. Certains restaurants chinois sont même certifiés halal.
Ci-dessous, un échantillon des plats les plus représentatifs de cette cuisine que l'on peut retrouver dans tout le pays :
- Bakkwa (chinois : 肉干) : le bakkwa, littéralement « viande sèche », est comme son nom l'indique de la viande séchée. Bien qu'il soit très populaire lors du Nouvel an chinois, on en trouve partout et tout le long de l'année, car c'est un snack très populaire.
- Les nouilles cantonaises (chinois : 廣府炒) : nouilles bien frites pour les rendre croustillantes, servies avec une sauce blanche à base d'œuf et d'amidon de maïs et de l'émincé de maigre de porc, ainsi que des légumes verts comme le choy sum. Un plat apparenté, le wa tan hor (chinois : 滑旦河) utilise des nouilles hor fun, mais elles ne sont pas totalement frites, juste cuites. Une autre variante appelée yuen yong (chinois : 鴛鴦) mélange aussi bien des bihun (vermicelles de riz) que des hor fun.
- Chai tow kway (chinois : 菜頭粿) : plat courant à base de farine de riz. Il est aussi connu sous le nom de « gâteau de carotte » frit, bien qu'il ne contienne pas de carottes. Des assaisonnements et additifs varient en fonction des régions, et peuvent inclure des pousses de haricots et des œufs.

- Char kway teow (chinois : 炒粿條 炒河粉) : nouilles sautées avec des pousses de haricot, des crevettes, des œufs de poule ou de cane, de la ciboulette et de gros morceaux de saucisse confite chinoise.
- Chee cheong fun (chinois : 豬腸粉) : feuille de riz faite à partir d'une mixture visqueuse et bouillie d'eau et de farine de riz. Ces feuilles sont servies telles quelles ou roulées et accompagnées de tofu et de pâte de poisson. Ce plat accompagne également une sauce douce de haricots fermentés, de pâte de piment et d'un jus clair de curry de légumes. Dans certains établissements du nord comme dans la ville d'Ipoh, on en trouve accompagné d'une sauce rouge douce, de gros morceaux de piments verts et d'échalotes frites.
- Riz au poulet hainanais (chinois : 雞飯) : le poulet-riz est un des plat sino-malaisien des plus populaires. Le poulet-riz haïnanais (chinois : 海南雞飯) est la version la plus connue. Le poulet est juste bouilli, découpé et servi dans un plat de riz cuit dans la graisse du poulet, et servi ensuite à côté d'un bouillon de poulet et d'une séries de sauces et condiments. Quelquefois, le poulet est plongé dans la glace afin qu'une sorte de gelée apparaisse sur la peau.

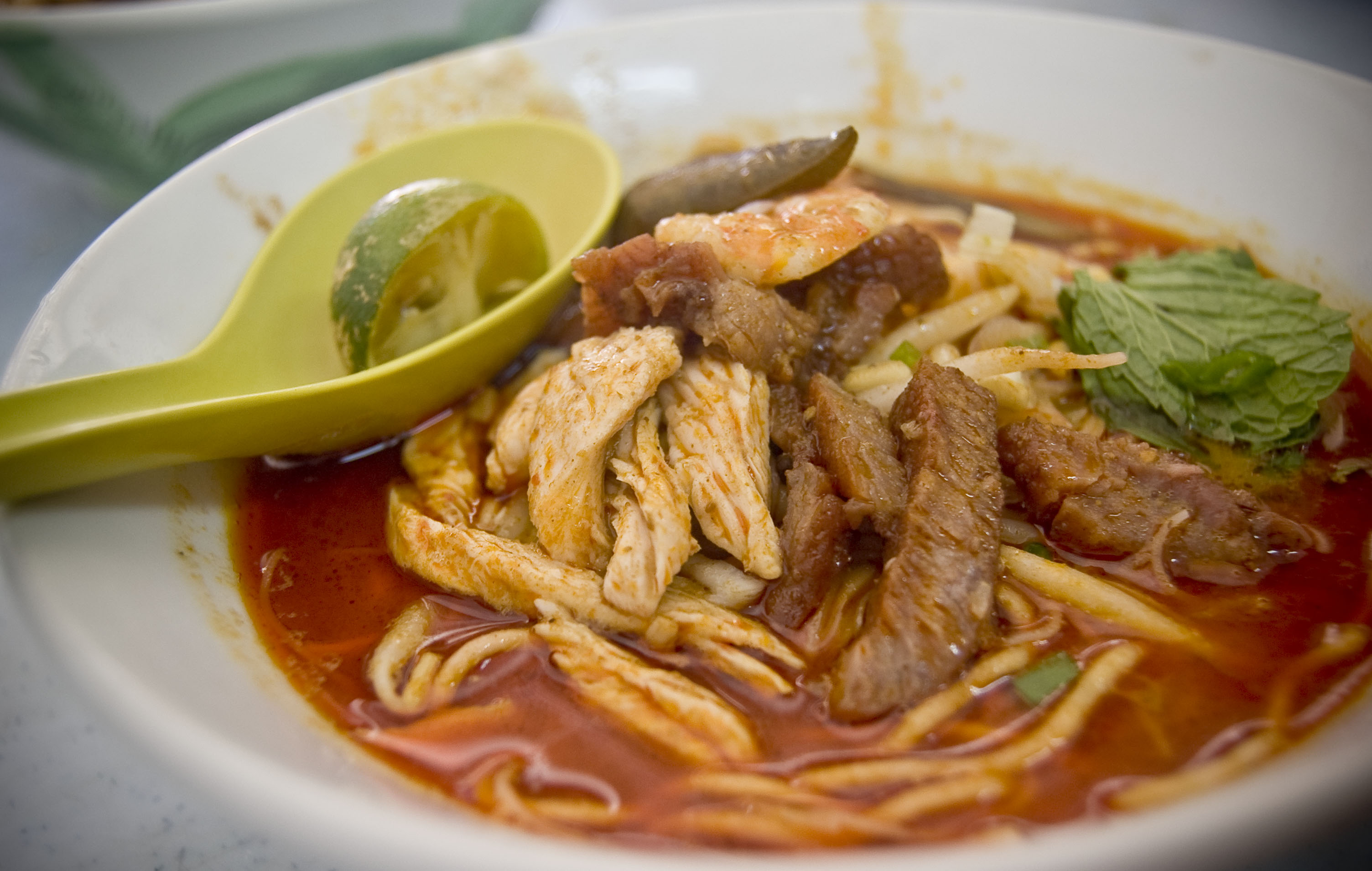
Curry mee.

- Curry mee (chinois : 咖喱面) : bol de nouilles jaunes minces mélangées avec des bihun dans une soupe de curry épicée, enrichi de lait de coco et couvert de fumée de tofu, de crevettes, de poulet, haricots kilomètres, seiche, coques et feuilles de menthe, accompagné d'un sambal.

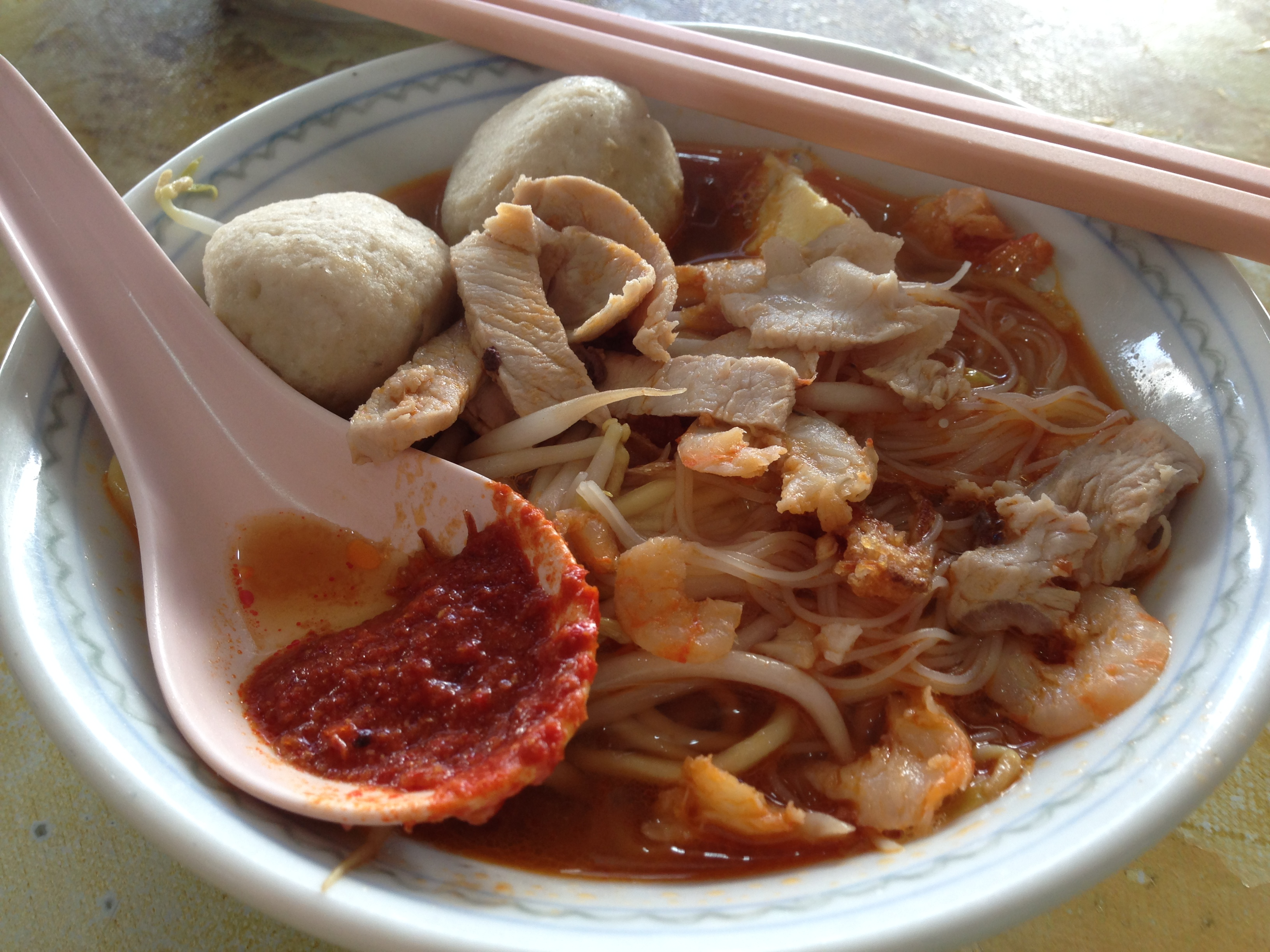
Un bol de Penang hokkien mee.

- Hokkien mee (chinois : 福建炒麵) : plat de fines nouilles jaunes braisées et frites avec une sauce soja épaisse et des lardons croustillants. À la base développé à Kuala Lumpur, l'hokkien mee se trouve dans de nombreuses villes à fortes communautés chinoises. À Penang cependant, ce plat est connu sous le nom de hokkien char ; alors que hokkien mee désigne localement un plat complètement différent, connu ailleurs sous le nom de hae mee ou mee de crevettes (chinois : 蝦麵). Une des spécialités les plus connues de Penang est une soupe de nouilles avec des bihun et des nouilles jaunes plongées dans un fumet de crevettes et de porc (ou de poulet pour la version halal), garnie d'un œuf dur, de crevettes pochées, de kangkung et de morceaux de sambal épicé.
- Lor bak (chinois : 滷肉) : rouleau de viande frit à base d'émincé de porc épicé et de châtaignes d'eau chinoises sautées, dans une feuille de soja caillé et entièrement frite. Il est servi avec un bol de lor (un bouillon épais à base d'œufs battus et d'amidon de maïs) et de sauce pimentée. Ce terme s'étend à d'autres rouleaux de viandes comme les tao kwa (tofu), saucisses de porc, etc.
- Lor mee (chinois : 滷麵) : bol de grosses nouilles jaunes servies dans un épais jus à base d'œufs, d'amidon et de porc.
- Mee hailam (chinois : 海南麵) : nouilles jaunes de blé, bouillies dans un jus fait d'une mixture de viande saisie[pas clair] ou de fruits de mer ou légumes, assaisonnées d'une sauce soja et de jus de calamondin. C'est un plat omniprésent dans les restaurants haïnanais[8].
- Ngah po fan ou sha po fan (chinois : 瓦煲飯 or 沙煲饭) : riz cuit dans un plat en terre cuite avec d'autres ingrédients, et assaisonné de sauce soja. Il peut par exemple être cuisiné avec du poulet, du poisson, des saucisses chinoises et des légumes.

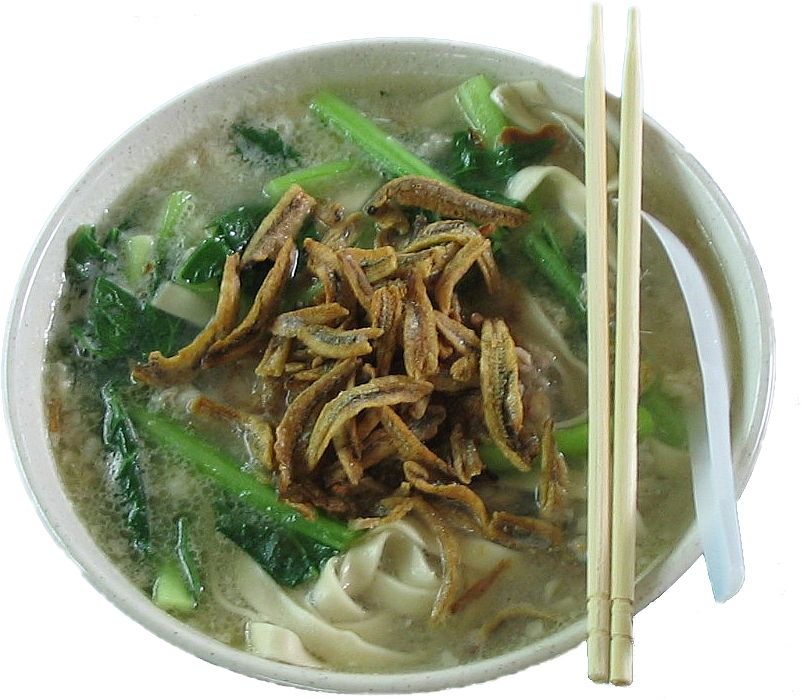
Pan mee servi en Malaisie.

- Omelette aux huitres ou o-chian (chinois : 蚝煎) : petites huitres sautées avant d'être battues avec des œufs, le tout étant finalement frit. On trouve diverses variantes d'omelettes aux huitres dans les communautés hokkien et teochew.
- Pan mee (chinois : 板面) : soupe de nouilles fraiches et pétries à la main. Dans la vallée du Kelang, il existe une variante, le chilli pan mee, qui contient des nouilles servies avec un émincé de porc, un œuf poché, des anchois frais et des flocons de piments frits, et accompagné d'une soupe légère de légumes.
- Popiah (chinois : 薄饼) : crêpe issue des cuisines hokkien et chaozhou, fourrée de tofu haché et de légumes comme des carottes et des navets. La version perakanaise contient une julienne de bangkuang et de pousses de bambou, et assaisonnée de tauco (pâte de soja fermenté). Une autre version consiste en un popiah plongé dans une sauce épicée.
- Wonton mee (chinois : 雲吞麵) : fines pâtes aux œufs, raviolis chinois wonton (chinois : 雲吞), chou chinois et char siu. Les raviolis sont souvent à base de porc et/ou de crevettes, et peuvent être fris ou bouillis. Ils sont servis dans un bouillon, à la manière cantonaise, mais en Malaisie, ils sont plus souvent servis avec une sauce soja épaisse. Les variantes se font au niveau de l'accompagnement qui peut être du porc rôti (烧肉), des pattes de poulet bouillies ou du canard grillé (烧鸭).
- Yau zha gwai (ou eu char kway ou you tiao) (chinois : 油炸鬼 ou 油条) : peut être mangé en petit déjeuner avec un café ou un lait de soja, tartiné de beurre et/ou de kaya, ou trempé dans du congee.
- Yong tau foo (chinois : 酿豆腐) : tofu et légumes (aubergines, gombo, margose et piments) farcis de pâte de poisson ou de porc. Plat né à Ampang, Selangor, c'est une adaptation locale d'un plat hakka appelé ngiong tew foo (tofu farci de pâte de porc cru) servi dans un bouillon.

## Cuisine indo-malaisienne
La cuisine indo-malaisienne, issue des communautés indiennes présentes en Malaisie, consiste en l'adaptation de plats indiens typiques à la culture culinaire malaise. La majorité de cette communauté provient de l'Inde du Sud, principalement de l'État tamoul, donc cette cuisine s'inspire largement de la gastronomie des États du Tamil Nadu et du nord et de l’Est du Sri Lanka.
Un plat typique indo-malaisien est aromatisé de feuilles de kari épicé et contient de la noix de coco sous toutes ses formes. Le ghee est largement utilisé, malgré l'emploi grandissant d'huiles végétales et d'huile de palme.
Les plats sont servis sur des feuilles de bananier. Du riz blanc y est disposé avec un assortiment de légumes, des lentilles, des pickles, des condiments, et des papadums. Il convient de manger ces plats avec la main droite. On pourra également trouver des œufs durs, de la viande ou des fruits de mer dans ces plats servis dans des établissements qui ne seraient pas exclusivement végétariens ou véganistes.
Quelques plats connus :
- Chapati : pain indien.
- Curry de tête de poisson (en malais, ikan merah veut dire « poisson rouge ») : la tête de poisson est bouillie dans un épais curry épicé et accompagnée de gombo et d'aubergine.

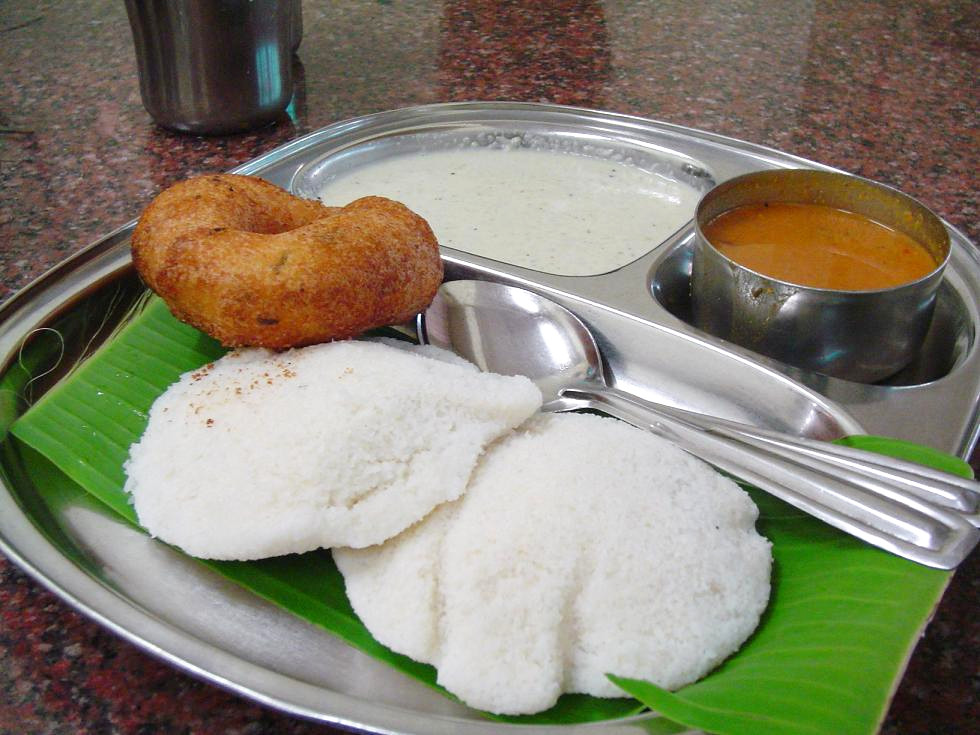
Idli servi avec un accompagnement typique.

- Fish molee : originaire de l'État indien du Kerala, ce plat de poisson dans un jus épicé de noix de coco est surement le plat le plus populaire de la communauté malayalam malaisienne.
- Idli : plat à base d'une mixture de lentilles noires et de boulettes de riz, mangées tant au petit déjeuner qu'en snack. Les idli sont souvent servis avec des vada, du chutney et un épais ragout de lentilles et de légumes appelé sambar.
- Lassi : boisson à base de yaourt servie en dessert. Une boisson d'origine tamoule similaire au lassi, mais à la consistance plus fine, est appelée moru. Elle est assaisonnée avec du sel et parfumée d'épices comme l'ase fétide, les feuilles de kari ou des graines de moutarde[9].

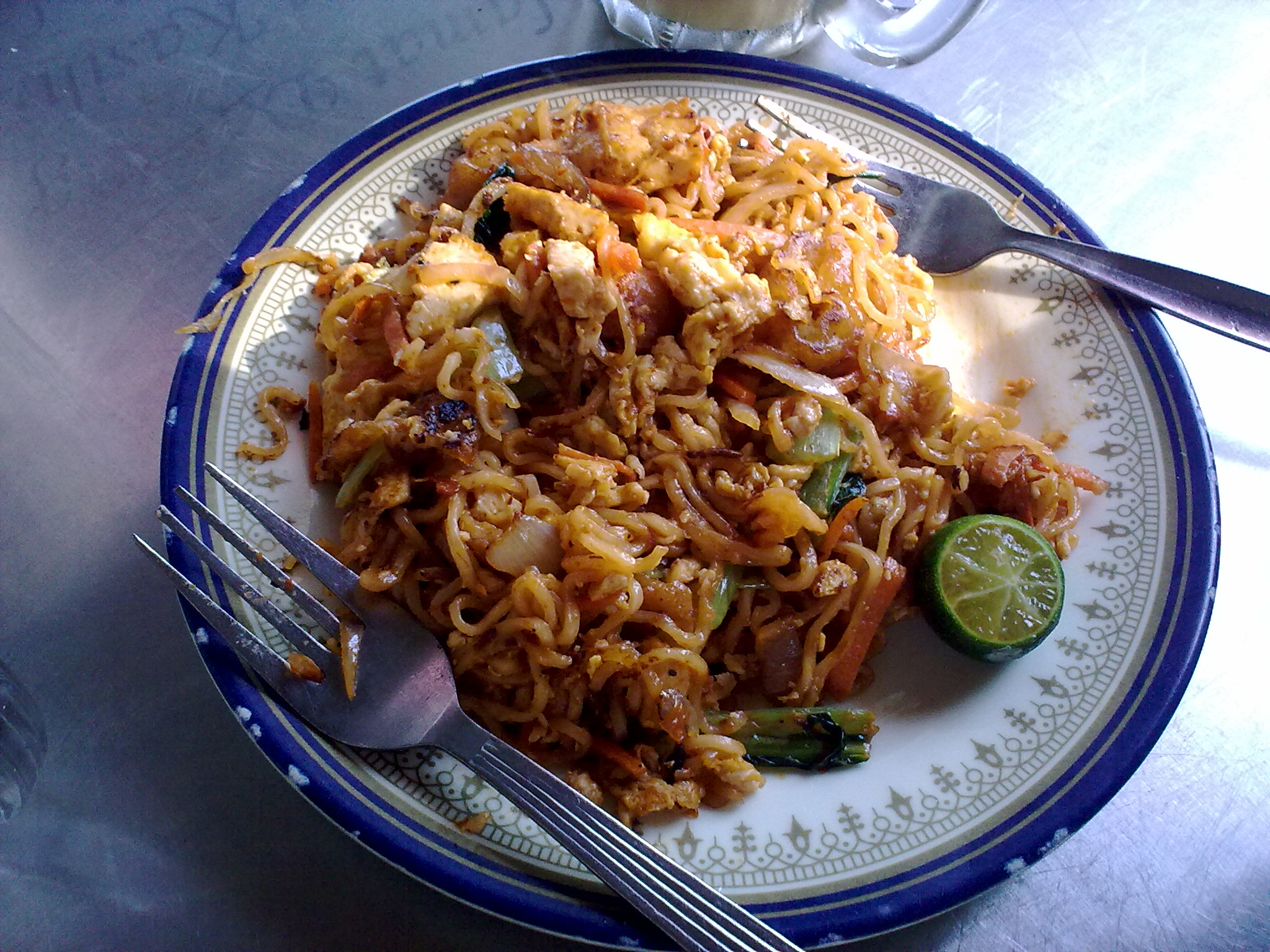
Maggi goreng à George Town (Penang).

- Mee goreng mamak : comme son nom l'indique, ce plat de nouilles jaunes frites est une spécialité des restaurants mamak présents dans tout le pays, et d'autres étals[pas clair], bien qu'aucune recette ne soit semblable à une autre. Les nouilles doivent être cuites au wok avec des pousses de haricots, du piment, des pommes de terre bouillies, des légumes, des œufs, du tofu et de la viande, au choix. Il est souvent accompagné de calamondin. Une variante populaire utilise des nouilles instantanées Maggi, d'où son nom Maggi goreng.
- Murtabak : plat délicieux de roti canai ou de chapati fourrés d'une sauce curry. Une recette consiste en un mélange de viande émincée et assaisonnée d'ail, d'oignons et d'épices, plié dans une omelette et un roti canai. Il est aussi garni d'oignons vinaigrés (pickles) durant le ramadan.
- Murukku : snack délicieux de biscuits tordus et épicés à base de riz et de farine d'urad dal, traditionnellement mangé pour le Divali.
- Nasi beriani ou biryani : plat de riz à base d'un mélange d'épices, de riz basmati, de yaourt, de viande et/ou de légumes. Idéalement, les ingrédients sont cuits ensemble. Diverses épices pour biryani s'achètent dans le commerce, afin de réduire son temps de préparation.

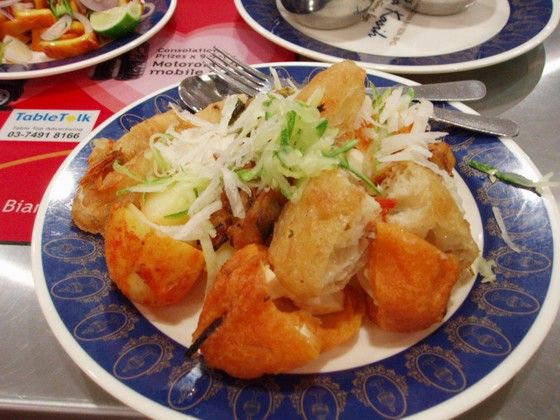
Pasembur.

- Pachadi : un accompagnement ou relish typique de l'Inde du Sud, à base de légumes, fruits ou lentilles. La communauté télougou célèbre son Nouvel an (Ugadi) en préparant un plat spécial appelé Ugadi pachadi, mélangeant six goûts bien distincts. Il est fait avec du piment vert, des mangues encore vertes, des fleurs de neem, du jaggery, du jus de tamarin et du sel[10].
- Pasembur : salade de tranches de concombre, pommes de terre bouillies, tofu frit, navet, beignets de crevettes, crabe frit épicé et poulpe frit. Cette spécialité de mamak de Penang est servie avec une sauce à la fois sucrée et épicée aux cacahouètes. On trouve des variantes de ce plat dans d'autres États, comme le mamak rojak.
- Pongal : riz bouilli servi en dessert. Il porte le nom de la fête de Pongal, quoique cette fête tire son nom de ce plat… Cette confiserie, faite avec du lait et du jaggery, est cuite au matin. Une fois que le pot à pongal porté à ébullition déborde, ils sont donnés en offrande aux dieux comme remerciement.
- Poori : pain azyme de blé mangé en petit déjeuner ou en repas léger.
- Puttu : spécialité de la communauté tamoul du Sri Lanka, le puttu est une crêpe de riz nappée de noix de coco. Elle est mangée avec des bananes, du sucre brun et accompagnée de vendhaya kolumbu (ragoût de tamarin parfumé au fenugrec et aux lentilles), ou de kuttu sambal (relish fait de noix de coco pilée, oignons, piments et épices[10].
- Putu mayam : équivalent indien des nouilles de riz, aussi nommées idiyappam. Dans la cuisine domestique, elles accompagnent des currys, tandis que la version cuisine de rue locale le propose avec de la noix de coco et un jaggery orang.
- Poulet tandoori : poulet mariné dans un mélange d'épices et de yaourt et cuit dans un tandoor.

## Cuisines de Sabah et de Sarawak
Au-delà de la Malaisie occidentale, s'étendent sur l'île de Bornéo les États de Sabah et de Sarawak formant la Malaisie orientale. Les modes de vie traditionnels et l'absence d'infrastructures, en dehors des grandes villes, prédominent, surtout à Sarawak, où les rivières sont les seuls axes de communication pour la population locale. La jungle de Bornéo grouille de plantes sauvages, de champignons et de fruits. La côte maritime qui la borde et les rivières qui la traversent fournissent une abondance de fruits de mer et de poissons d'eau douce. Ainsi, une riche variété de plats traditionnels a été développée par les nombreuses tribus indigènes de Bornéo au cours des siècles.
Aussi pour une grande partie sous la domination passée du sultanat de Brunei[style à revoir], ces deux États ont intégré une culture culinaire influencée par les communautés musulmanes (ou Orang Melayu Brunei).
Comme dans la Malaisie occidentale, le riz est l'indiscutable ingrédient de base pour la majorité de la population, dont les Kadazans, où le point d'orgue de son importance apparait lors du Kaamatan[style à revoir] lorsque sont vénérés les esprits du riz. Ceci étant, en ce qui concerne le reste de la population, le tapioca ou le sagou peuvent aussi constituer des ingrédients principaux.
Ainsi, pour le peuple bajau de Sabah, le tubercule de tapioca est aussi important que le riz, ainsi que pour le peuple dayak de Sarawak qui fait un large usage des feuilles et tubercules de tapioca dans sa cuisine. Le sagou, quant à lui, est primordial pour les Melanau et les Penan de Sarawak. L'amidon de sagou est transformé en une pâte gluante et collante appelée ambuyat par les Bisaya et les Kedayan ; chez les Melanau, on l'appelle linut. On la mange en l'enroulant sur une pique de bambou, en la trempant dans une soupe, un sambal ou autres jus et sauces. Le sagoutier procure également une autre source d'aliment : le Rhynchophorus ferrugineus, ou charançon rouge des palmiers. Appelés butod à Sabah et ulat mulong à Sarawak, ces insectes peuvent être mangés tels quels ou bien frits, grillés ou sautés.

### Cuisine de Sabah
La cuisine de Sabah est le reflet de la diversité ethnique de son territoire, autochtone comme chinoise, tels que les guotie par exemple. Sabah est réputée pour ses fruits de mer comme pour son thé du mont Kinabalu, ainsi que pour sa production de café.
Les communautés indigènes hors des zones urbaines font encore un usage massif de produits locaux comme les poissons d'eau douce, le sanglier (bakas), les pousses de bambou, les fougères sauvages et autres produits de la jungle. La cuisine traditionnelle des Kadazans emploie peu d'huile et par là même moins de fritures, et favorise le gril ou les ragouts. Allant d'entrées simples de mangues vertes à une large variété de pickles, globalement appelés noonsom, les saveurs gluantes et poisseuses issues de techniques de fermentation sont une caractéristique de la cuisine traditionnelle des Kadazans. L'alcool de riz accompagne tous les rites et célébrations des Kadazans.
Qu'ils soient frits, grillés, bouillis, crus ou en soupe, les fruits de mer de Sabah sont fameux pour leur qualité et leur fraicheur. Une grande variété de poissons, céphalopodes, crustacés, concombres de mer, coquillages, méduses et algues, est devenue un pilier des menus des kopitiam (restaurants) et autres huttes à Kota Kinabalu comme à Sandakan, Tawau, Lahad Datu and Semporna. Associés avec des nouilles, ils forment également un petit déjeuner récurrent : des boulettes pochées de pâte de poisson fraiche, des accras ou fishcake (en) frits et enroulés dans une feuille de tofu, ou encore une soupe de nouilles agrémentée d'émincé de filets de poissons, de boulettes de poisson ou de crevettes, ou bien d'entrailles de poissons.
Quelques plats et recettes particuliers :
- Amplang : biscuit fait de thazard, d'amidon de tapioca et d'autres assaisonnements, entièrement frits.

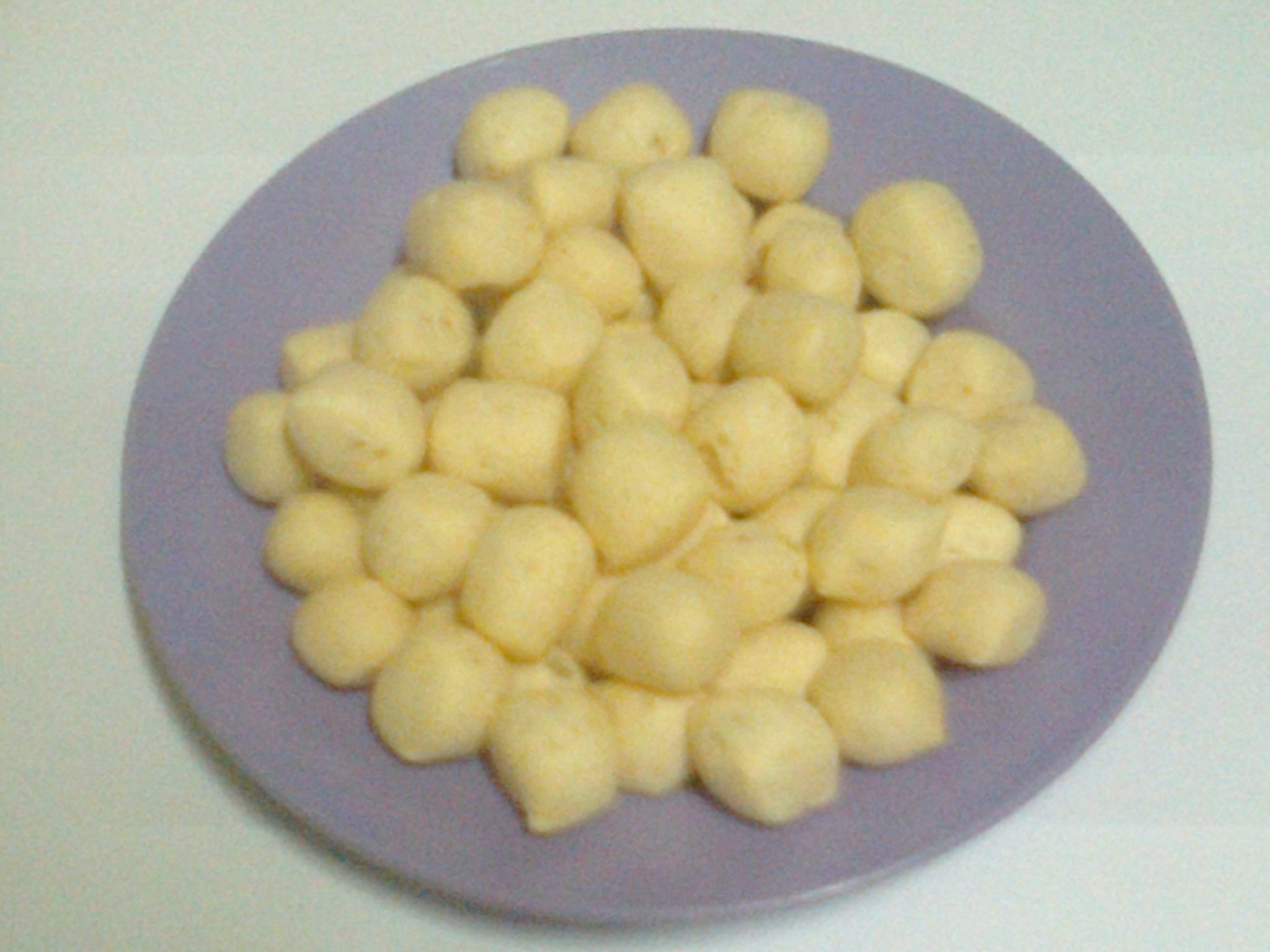
Amplang.

- Bahar ou baa : variante des Kadazans du vin de palme, fait avec le suc des fleurs coupées de jeunes cocotiers et de l'écorce d'un arbre appelé rosok, spécifique au district de Tuaran. Des morceaux de rosok sont trempés dans le nectar de noix de coco en fermentation, ce qui contribue à sa teinte rougeâtre finale[12].
- Beaufort mee (chinois : 保佛炒面) : spécialité de Beaufort (Malaisie). Des nouilles sont sautées avec de la viande (habituellement des tranches de char siu et du porc mariné) ou des fruits de mer et des choy sum, auxquels est rajouté un jus épais et visqueux.
- Bosou (ou noonsom ou tonsom) : mot kadazan pour une recette traditionnelle de viande fermentée piquante. Des buah keluak, ou noix de l'arbre de kepayang (Pangium edule), sont fumées et broyées. Cet ingrédient clé, qui va agir comme conservateur, est ensuite mélangé avec du riz, de la viande ou du poisson, frais ou salé. Le mélange est ensuite mis dans un pot scellé pour fermentation. Une version contemporaine du bosou ajoute des bananes et de l'ananas[13].

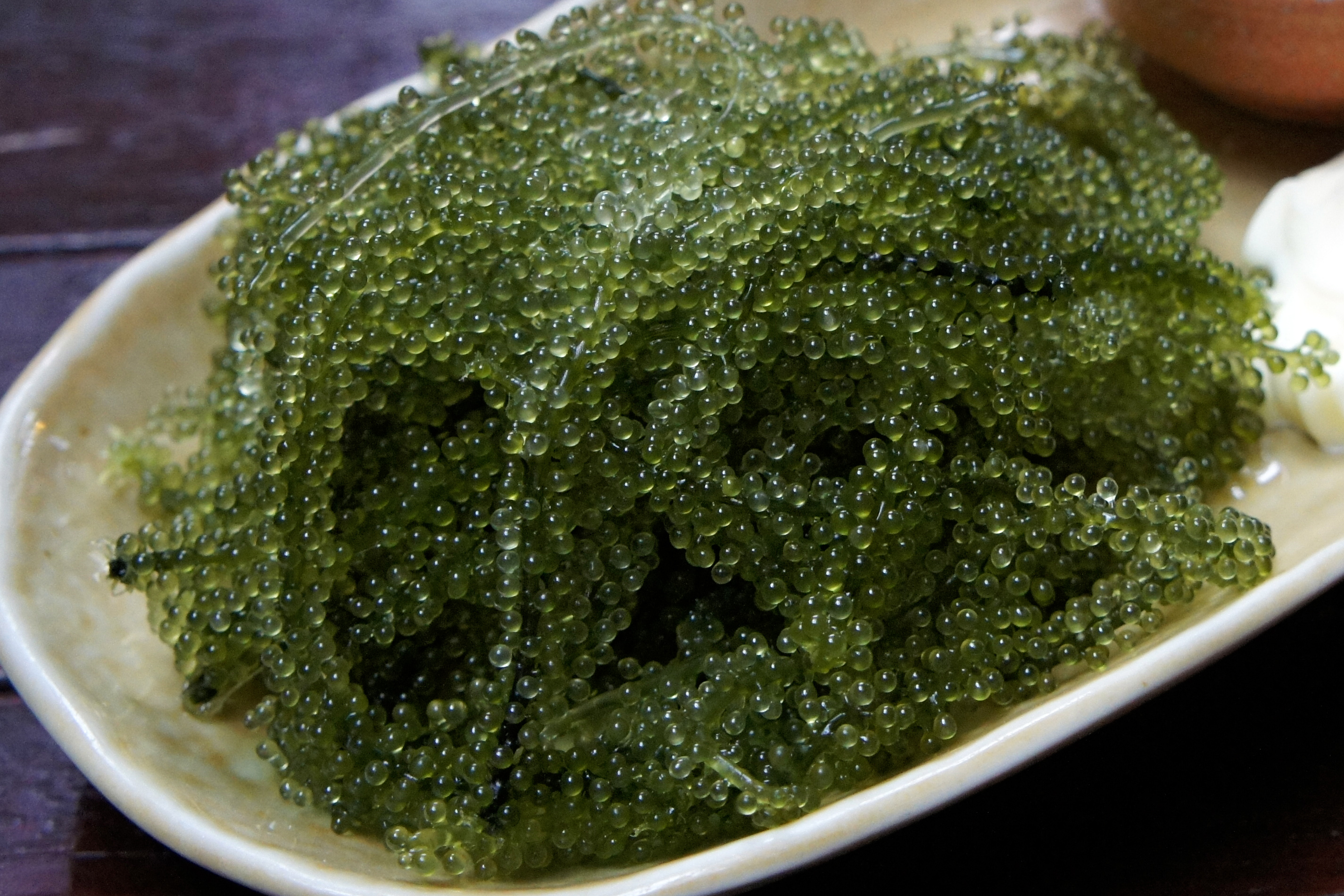
Latok.

- Chun gen (chinois : 蛋卷) : rouleau de porc ou de bœuf dans une omelette. Son nom est issu du hakka et signifie « œuf », qu'on prononce chun. On en trouve au-delà de Tenom, son lieu d'origine, et notamment dans les communautés chinoises de Sabah. Il peut être mangé tel quel, cuit en bouillon ou en soupe, et frit avec des nouilles ou des légumes.
- Daeng semur : plat de maquereau bouilli dans un lait de coco épicé, de la communauté bajau de Petagas, un quartier de Kota Kinabalu[14].

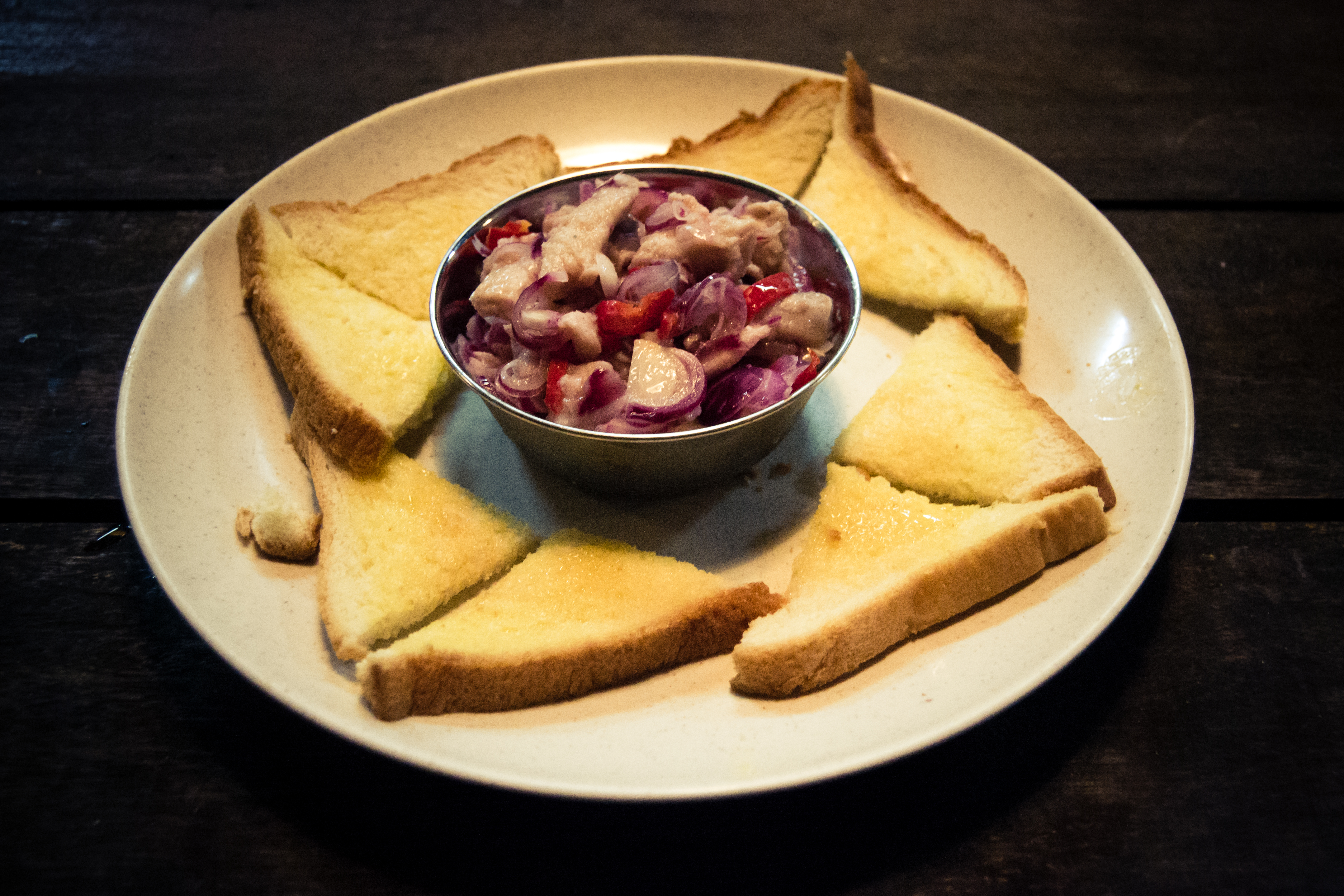
Hinava servi avec des toasts.

- Algue comestible : plat traditionnel de certaines communautés maritimes de Sabah. Le latok ressemble à une grappe d'œufs verts, et est typiquement préparé en salade par les Bajau. L'eucheuma est un autre produit populaire ; il est vendu comme un produit bénéfique et thérapeutique tant aux locaux qu'aux touristes, rebaptisé nid d'hirondelle (chinois : 海底燕窝).
- Hinava : plat kadazan traditionnel de poisson cru mariné dans du jus de citron vert. Généralement, du poisson à chair ferme comme le maquereau (hinava sada tongii) est mariné dans du jus de citron vert, des échalotes émincées, du piment, une julienne de gingembre et des graines séchées de bambangan (mangue). Il peut aussi être fait à base de crevettes (hinava gipan).
- Kima (ou bénitier géant) : mangé par les communautés bajau. Sa chair est émincée et servie crue, ou sautée avec une pâte de piments[15].
- Lihing : alcool de riz fait exclusivement à partir de riz gluant et d'un champignon appelé sasad. Aigre-doux, le lihing est une spécialité de la communauté kadazan de Penampang, où il est toujours distillé chez l'habitant. Il peut servir pour la soupe de poulet (sup manuk lihing), pour des marinades, des boulettes ou des fritures. On peut trouver des lihing commerciaux dans certaines boutiques de souvenirs. Le lihing peut aussi se décliner en liqueur appelée montoku ou talak.
- Linongot : type de panier de feuilles (irik ou feuilles de tarap) contenant du riz cuit et des tubercules comme des patates douces ou des ignames[16]. Chez les Kadazans, on peut aussi l'appeler linopod ou sinamazan[17].
- Nasi kombos : plat de riz de la communauté lotud[17]. Le riz gluant est d'abord cuit avec de l'eau de jeunes noix de coco et mixé avec de la chair de noix de coco. Le riz est d'ailleurs servi dans une demi-noix de coco[18].
- Nonsoom bambangan : pickle à base de mangue à moitié mure et de poudre de graines de mangues salées, conservé dans un pot et fermenté pendant des semaines[19].
- Ngiu chap (chinois : 牛什) : plat d'origine chinoise de bouillon de bœuf servi avec des nouilles, présenté en soupe avec des tranches de bœuf pochées, des boulettes, de la poitrine bouillie, des tendons, du foie et d'autres abats. Le ngiu chap a plusieurs variantes, dont certaines plus adaptées aux goûts locaux.
- Piaren ah manuk : poulet sauté dans une base de rempah et de chair de coco, puis bouilli dans du lait de coco. D'autres variantes cuisinées de la même manière se rencontrent, comme du poisson (piaren ah sada) ou du jacquier vert (piaren ah badak). Ce plat est originaire de Kota Belud et est très populaire dans les communautés bajau et iranun[14].
- Pinasakan (pinarasakan) : plat domestique kadazan de poisson mijoté avec du takob-akob (peau séchée d'une espèce de mangoustan faisant office d'agent d'amertume) ou des tranches de bambangan vert[20].
- « Légume de Sabah » : se trouve à la carte de nombreux restaurant de Sabah. C'est une désignation locale du Sauropus androgynus ou sayur manis (chinois : 树仔菜), né à Lahad Datu. Les pousses sont sucrées et croustillantes, tandis que les feuilles sont très tendres. Il est généralement frit avec de l'ail, du belacan ou des œufs brouillés.
- Sagol (ou sinagol) : une spécialité bajau de poisson d'abord blanchi et émincé, puis sauté avec du curcuma, de l'ail, du gingembre, de l'oignon et de la citronnelle broyée. Normalement, l'huile employée est issue de foie de poisson, lequel foie est utilisé dans le plat. Il peut être à base de requin, de raie ou de poissons-globes[15].
- Sang nyuk mian (chinois : 生肉面) : plat de nouilles servi avec du bouillon de porc, originaire de Tawau. Très populaire chez les non-musulmans de Sabah, il est agrémenté dans son bouillon de quelques lardons. Les nouilles (généralement des nouilles jaunes fines) sont préparées dans une sauce soja épaisse et du lard, ou plongées directement dans la soupe avec des morceaux de porc, des légumes, des boulettes de viande et des abats[21].
- Sinalau : référence à la viande séchée des Kadazans, généralement du sanglier ou bakas. Cuit au charbon de bois et mangé avec du riz et diverses sauces, le sinalau bakas se trouve en zone rurale comme urbaine. Des versions halal substituent le cerf au sanglier.
- Tinonggilan : alcool légèrement pétillant à base de maïs. Semblable à la chicha d'Amérique latine, le tinonggilan est une spécialité de Rungus et servi pour les occasions festives, ou en rafraichissement pour les invités lors des danses traditionnelles, Mongigol Sumundai.
- Tompek : plat bajau fait de tapioca haché, en alternative au riz. Le tapioca est d'abord haché puis frit[22].
- Tuaran mee (chinois : 斗亚兰面) : spécialité de la ville de Tuaran. Ce plat de nouilles sautées est très connu dans les alentours, notamment dans la ville proche de Kota Kinabalu comme à Tamparuli, une ville voisine, où la version locale est appelée tamparuli mee (chinois : 担波罗利炒生面). Les nouilles sont d'abord sautées à l'huile, on y ajoute ensuite des œufs, des légumes, de la viande ou des fruits de mer.

### Cuisine de Sarawak
La cuisine de Sarawak est riche dans sa diversité, à la fois issue des peuples dayak, melanau et orang Ulu, comme des communautés chinoises, malaises ou de Brunei. Elle est globalement distincte des cuisines de la péninsule, moins épicée, plus légère. L'épice principale est le poivre. Protégé par une appellation contrôlée, le poivre noir de Sarawak est particulièrement remarqué dans le monde et par les grands chefs, tels Alain Ducasse.
Les Iban forment la communauté la plus importante de Sarawak, bien que concentrée en dehors des aires urbaines. Leur cuisine est appelée pansoh ou pansuh, qui désigne la préparation et la cuisson de la nourriture en tubes de bambou. Des ingrédients comme la volaille, le poisson, le porc, les légumes et/ou le riz sont mélangés avec des plantes aromatiques comme la citronnelle, les feuilles de tapioca ou les feuilles de bungkang (sorte de myrte d'eugenia), puis enfermés dans des tubes de bambou pour être placés directement sur le feu. Cette cuisson infuse la nourriture de l'arôme et du parfum du bambou tout en gardant une certaine humidité. Pendant les festivals dayak de Gawai, les Iban abattent des cochons domestiques locaux, qui sont ensuite soigneusement nettoyés. La tête et l'estomac sont enlevés ; le cochon est débité en petits morceaux cuits au barbecue. La tête et l'estomac, considérés comme des morceaux de choix, sont préparés à part. Ainsi, les têtes de cochon sont des mets communément offerts par les visiteurs dans une maison iban ; quant aux préparations d'estomac de porc, souvent cuisinées avec de l'ananas, elles forment un plat idéal pour Gawai.
Sarawak se distingue aussi pour son riz, où trois variétés protégées poussent. Le riz de Bario, dans les Kelabit Highlands, est considéré comme un des plus fins de la région, si ce n'est du pays. Il est principalement cultivé par les Orang Ulu avec des techniques traditionnelles, sans pesticides ni fertilisants. Son prestige est dû au fait que, selon la coutume, seuls les chefs des maisons longues ou tuai rumah pouvaient le consommer lors d'occasions spéciales. Aujourd'hui, le riz de Bario est spécialement transporté par les airs depuis Bario et les hauteurs de Ba'kelalan, et ainsi accessible à la population de Sarawak et chez certains grossistes ailleurs en Malaisie.
Sarawak est aussi réputé pour sa variété d'ananas, moins acide. La ville de Sarikei est d'ailleurs connue pour sa fête annuelle de l'ananas.
Les principaux plats de Sarawak sont :

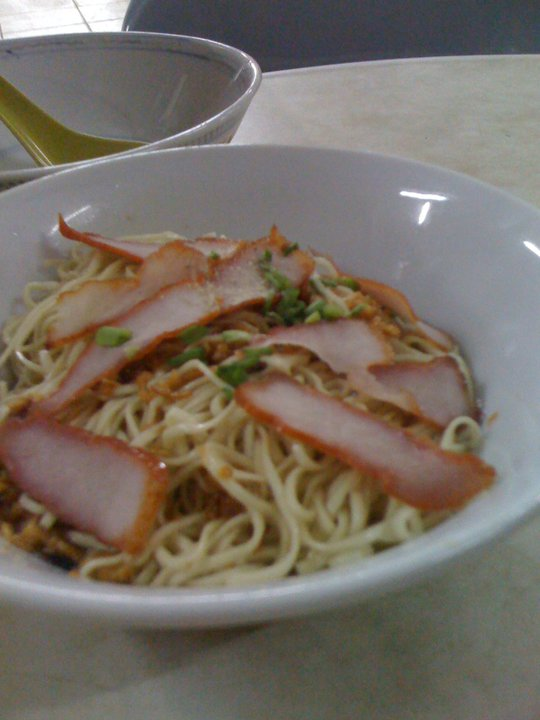
Kolo mee.

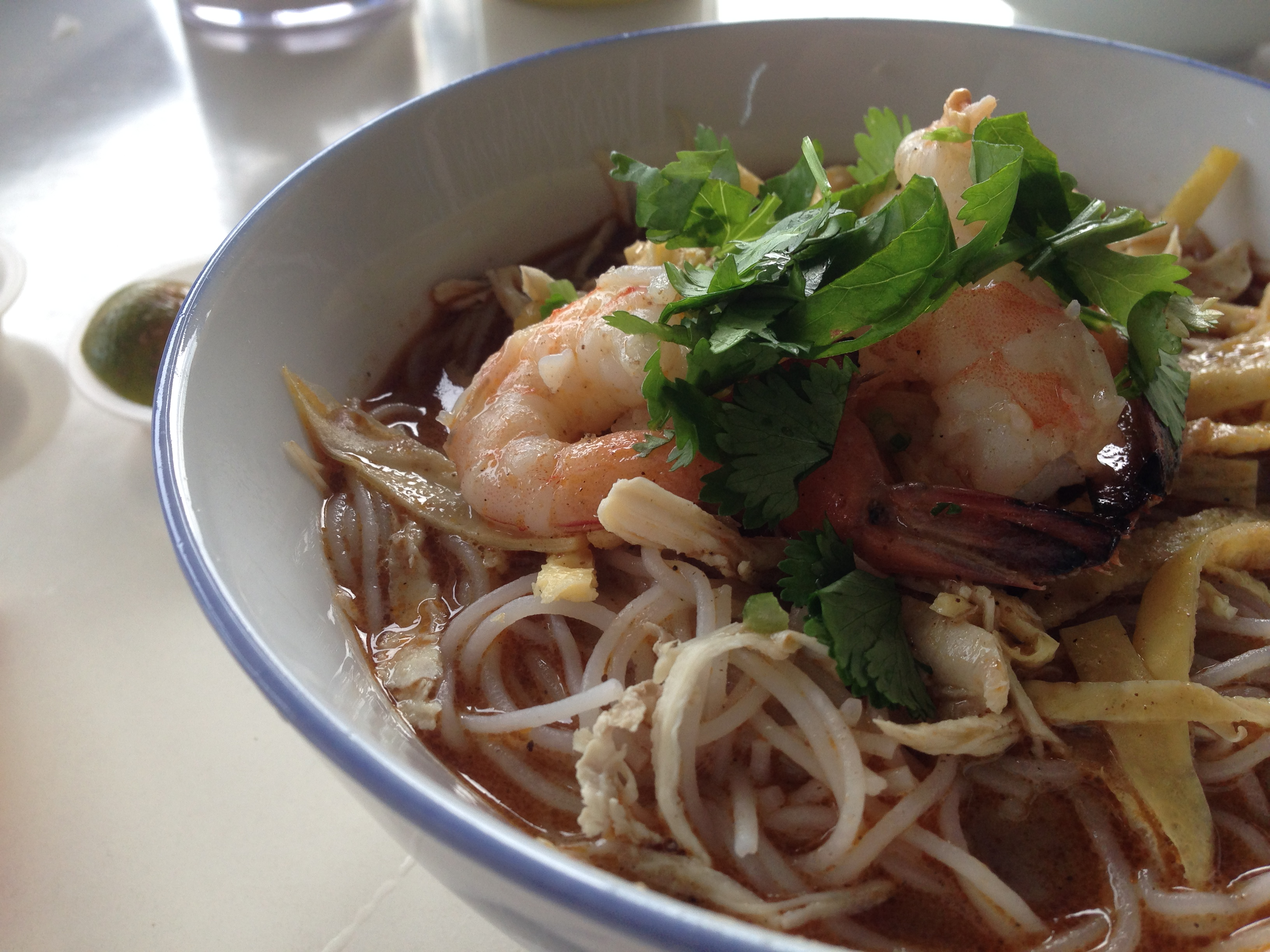
Laksa sarawak.

- Belacan bihun : plat de vermicelles de riz présentés dans un jus de piments hachés, de belacan, de tamarin et de crevettes séchées. Il est garni de seiches saumurées, de julienne de concombre, de pousses de haricots mungo et d'œuf de cent ans.
- Bubur pedas : espèce de congee cuisiné avec une pâte épicée spécifique, ou rempah fait de curcuma, de citronnelle, de galanga, de piments, de gingembre, de noix de coco et d'échalotes.
- Ikan terubok masin, terubok : espèce de poisson gras salé accompagné de beaucoup d'échalotes.
- Kasam ensabi : pickles de légumes fermentés à base de moutarde brune indigène (ensabi), originaires de la communauté iban[26].
- Kolo mee (ou mee kolok) (chinois : 干捞面) : plat de nouilles mélangées avec une vinaigrette à base d'échalote sucrée, de lard et de vinaigre, d'émincé de porc assaisonné et de char siu. Il est proche du hakka mee ou du wonton mee dans le concept, mais différent en goût. Il est courant d'utiliser l'huile ayant servi à cuire le char siu pour parfumer le kolo en remplacement du lard, ce qui donne au plat une couleur rougeâtre. La version halal du plat remplace le porc par le bœuf (mee sapi) ou du poulet, et le lard par des cacahuètes ou de l'huile végétale. On peut aussi y rajouter des champignons, du poulet ou de la chair de crabe. Le kampua mee (chinois : 干盘面) est un plat similaire de Sibu, originaire de Fuzhou.
- Laksa Sarawak (ou kuching laksa) (chinois : 古晉叻沙) : des nouilles, généralement des vermicelles, servies dans une soupe aromatique de lait de coco épicée, agrémentée d'émincé de poulet, d'omelette, de pousses de soja, de crevettes et de coriandre.
- Manok kacangma : plat d'origine chinoise, de tendres morceaux de poulet cuits avec beaucoup d'ail et de l'agripaume. Les non-musulmans cuisent souvent ce plat avec des alcools chinois ou de tuak.
- Manok pansoh : la plus typique préparation pansoh des Iban. C'est du poulet cuit avec des feuilles de bungkang, de la citronnelle, du gingembre et des feuilles de tapioca. Un plat bidayuh semblable est appelé asam siok, où du riz est ajouté. On trouve rarement ces plats dans les restaurants urbains à cause de leur mode de préparation dans des tubes de bambous.
- Nasi goreng dabai : riz frit et sauté avec du dabai (canarium odontophyllum), un fruit indigène existant seulement à Sarawak. Il se rapproche fortement de l'olive. Parce que ce fruit est rapidement périssable et très saisonnier, ce plat est aussi préparé avec de la pâte de dabai conservée.
- Nasik aruk : riz frit malais. Contrairement à la majorité des plats de riz, celui-ci est préparé avec peu d'huile, voire sans. Il est longuement cuit.
- Nuba laya : riz de Bario cuit broyé et enroulé dans des feuilles de Phacelophrynium maximum. C'est un plat central pour les Lun Bawang et les Kelabit[27]. Il peut être accompagné d'un petit bol de bouillie (kikid), de sauté de bœuf cuit avec du gingembre sauvage et de piment déshydraté (labo senutuq), de chair de poisson (a'beng), de légumes de la jungle, etc[28].
- Pucuk ubi tumbuk : plat de feuilles de manioc (empasak pour les Iban) qui a la consistance du pesto. Les feuilles sont sautées avec des anchois et du belacan, placées dans un bambou et rôties sur le feu, ou simplement bouillies avec des échalotes, de la graisse et du sel.
- Sup terung dayak : soupe à base d'aubergine locale. Aussi appelée terung asam, le terung dayak se caractérise par ses teintes jaune et orange. On peut y ajouter des crevettes ou du poisson cru, séché, saumuré ou fumé.
- Tebaloi : biscuit de sagou typique des Melanau.

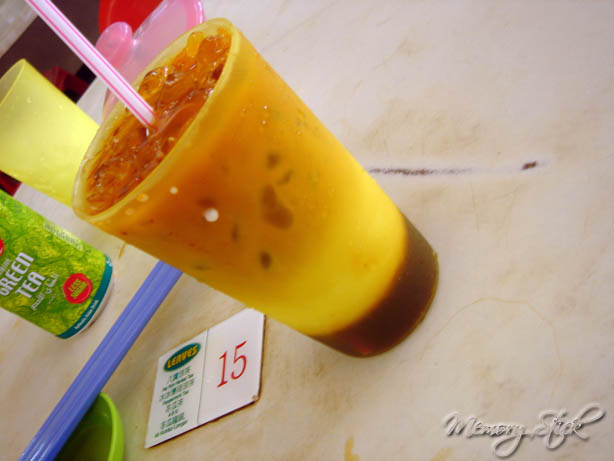
Teh C peng special.

- Thé à trois couches (ou teh C peng special) : concoction de thé noir, de lait concentré et de sirop de gula apong (sucre de palme), soigneusement présenté en trois couches ou plus (jusqu'à cinq avec du sirop de pandanus et de la gelée d'herbe). Originaire de Kuching, sa popularité a gagné l'État de Sarawak aussi bien que son voisin, Sabah.
- Tomato kway teow (chinois : 茄汁粿条) : nouilles kway teow sautées avec une sauce tomate sucrée, de la viande (souvent du poulet), des œufs et des légumes. Une variante populaire (chinois : 茄汁麵) utilise des nouilles sautées jusqu'à les rendre croustillantes ; elles sont ensuite plongées dans un jus.

## Cuisine nyonya
La cuisine de Peranakan, ou cuisine nyonya, a été développée par les Chinois des Détroits dont les descendants résident aujourd'hui en Malaisie et à Singapour. Elle se sert principalement d'ingrédients chinois, mais peut les mélanger avec des ingrédients malais, comme le lait de coco, la citronnelle, le curcuma, le tamarin, les feuilles de pandanus, les piments ou le sambal. La cuisine traditionnelle nyonya est très élaborée et nécessite beaucoup de travail et de temps.
Exemples de plats nyonya :

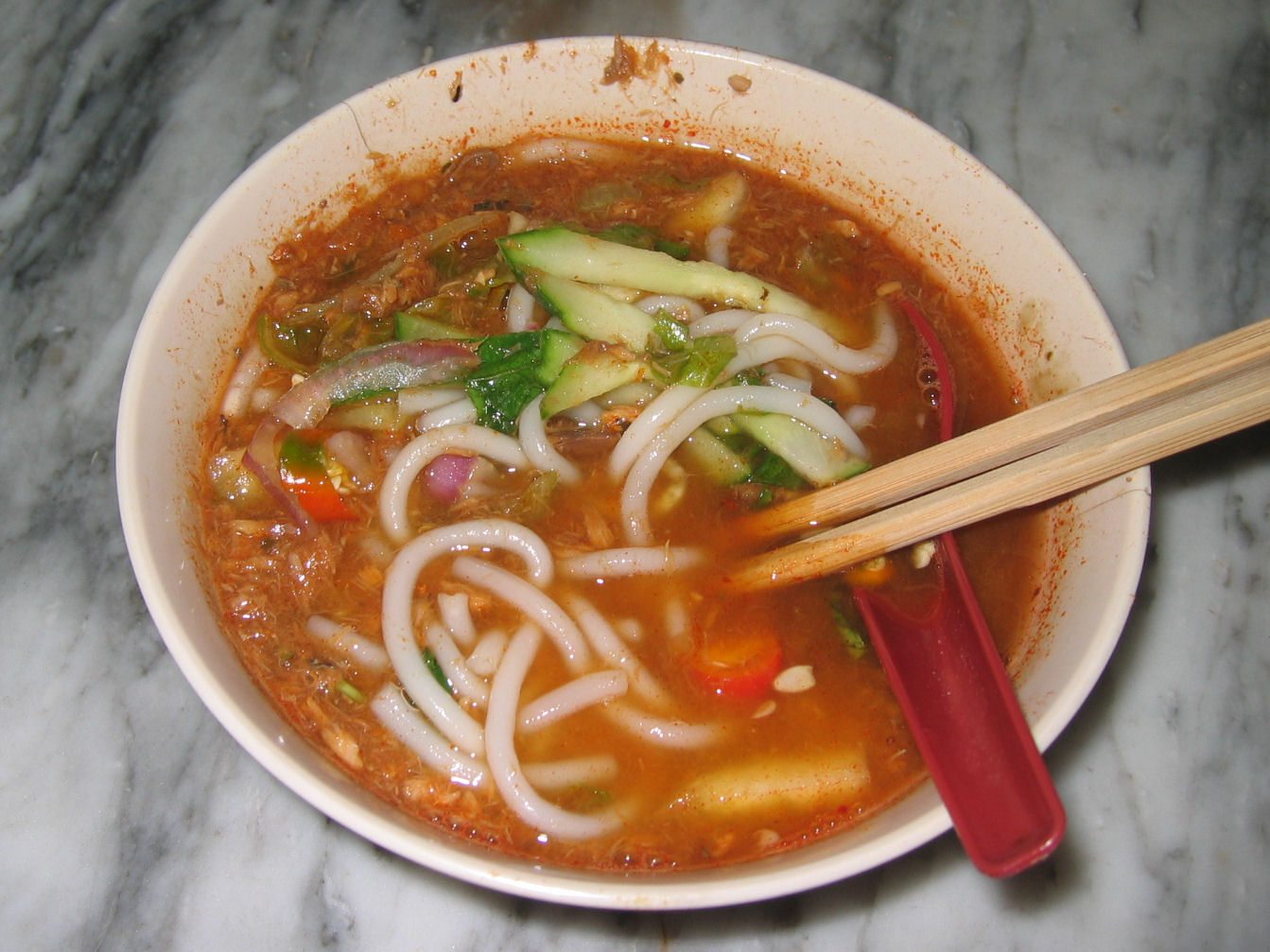
Un bol d'asam laksa.

- Asam laksa (malais : 亞三叻沙) : considéré comme un des trois piliers de la cuisine nyonya, l'asam laksa est similaire au laksa utara malais. C'est un bol de nouilles de riz translucides cuites al dente, servies dans une soupe épicée de poisson émincé (surtout du maquereau), du tamarin, de l'asam gelugur et du daun kesum. On y rajoute un grand nombre d'ingrédients comme de l'oignon, de la menthe, de l'ananas ou du concombre. À côté est généralement servi un morceau de pâte de crevette.
- Ayam buah keluak : ragout de poulet cuit avec des noix de kepayang. Pour cette recette, le contenu du buah keluak est d'abord sauté avec des arômes et des assaisonnements puis bouilli avec les noix.
- Ayam/Babi pongteh : ragout de poulet ou de porc cuit avec du tauchu ou avec des pousses de soja fermentées et du gula melaka. Il est habituellement sucré-salé.
- Babi assam : ragout de porc cuit avec du jus de tamarin. La communauté kristang propose aussi une recette semblable dans une sauce de tamarin.
- Enche kabin : morceaux de poulet frits marinés dans une pâte de lait de coco et de rempah.
- Itik tim ou kiam chye ark th'ng : soupe de canard, avec de la moutarde brune et du chou parfumé avec de la noix de muscade, des champignons chinois, des tomates et du poivre noir.
- Jiu hu char : plat fait principalement de légumes hachés comme du navet, des carottes, des choux, et frits ensemble avec un peu de seiche séchée.
- Kari kapitan : spécialité nyonya de Penang, curry dont le combava et les échalotes frites sont les ingrédients principaux.
- Kerabu bee hoon : salade de vermicelles mélangés avec du sambal belacan, du jus de calamondin, des herbes et des épices.
- Kiam chye boey : mélange de restes de kiam chye ark th'ng, jiew hu char, tu thor th'ng ou d'autres plats. Boey signifie « fin ».
- Laksa lemak : laksa servi dans un jus riche de noix de coco, avec des crevettes, des coques, du citron vert et un morceau de sambal belacan.
- Masak titik est une soupe de légumes et de poivron blanc. Une version utilise de la peau de pastèque comme ingrédient principal. D'autres utilisent de la papaye encore verte.
- Nasi kunyit : riz gluant assaisonné de poudre de curcuma, de lait de coco et d'asam gelugur. Il accompagne souvent un curry de poulet, ang koo kueh, ou des œufs durs teints en rose pour célébrer le premier mois du nouveau-né d'une famille.
- Nyonya chap chye : classique de la cuisine sino-indonésienne, mais incorporant du tauchu et des crevettes fraiches ou séchées.
- Otak-otak : plat de morceaux de poissons enroulés dans des feuilles de bananier. Deux variantes existent : la première consiste en un mélange de morceaux de poisson et de pâte épicée enroulé dans une feuille de bananier et cuite sur du charbon. Cette recette est très associée à l'État de Malacca et à la ville de Muar, à Johor. L'autre otak-otak du style de Penang prend la forme d'un panier, et la forte pâte de piment est écartée en faveur d'une crème épicée et d'herbes aromatiques comme le daun kaduk.
- Perut ikan : ragout épicé (similaire à l'asam pedas par le goût), comprenant principalement des légumes et des herbes. Son goût original vient surtout des ventres de poissons conservés dans la saumure et du daun kaduk.
- Roti babi : sandwich d'émincé de porc épicé trempé dans l'œuf puis frit. Le roti babi est servi avec de la sauce Worcestershire et des piments rouges émincés.
- Seh bak : plat de porc mariné toute la nuit avec des herbes et des épices, puis cuit sur un feu doux. Plat aussi traditionnel dans la communauté eurasienne de Malacca.
- Ter thor t'ng : soupe d'estomac de porc au poivre blanc qui requiert une grande habileté pour sa préparation et surtout pour atténuer l'odeur forte de ses ingrédients.

## Desserts
En Malaisie, les desserts et les sucreries sont très divers, compte tenu du caractère multi-ethnique du pays. Cependant, un point commun unit les desserts malais et nyonya : l'abondance de lait de coco et l'emploi du gula melaka (sucre de palme) et des feuilles de pandanus.
Quelques desserts :
- Agar-agar (mot malais pour une espèce d'algue rouge) : gélatine naturelle, l'agar-agar est utilisée pour la confection de pudding et de gelées parfumées, comme la gelée de tofu ou gelée d'amande, ainsi que pour les aspics de fruits.
- Ais kacang (ou air batu campur ou abrégé en ABC) : dessert consistant en une base de glace pilée, de sirop de couleur et de lait concentré et un large choix de garnitures, qui peuvent inclure des grains de maïs sucrés, des haricots rouges, cincau (gelée d'herbe), cendol, buah atap (fruit du nypa), graines de basilic, cacahuètes et glace.
- Aiskrim potong : glace sur bâtonnet à base de lait et/ou de lait de coco, aromatisée d'ingrédients locaux (sirop de rose, durian, pandanus, crème de maïs et jacquier). Sa texture est différente des glaces sur bâtonnets occidentales.
- Apam johol : gâteau de riz sucré, originaire de Negeri Sembilan.
- Bolu cocu : gâteau traditionnel kristang recouvert de noix de coco râpée et servi avec une crème anglaise[29].
- Bubur cha cha : dessert nyonya de bananes, patates douces, taro, cornille et perles de sagou cuits dans un lait de coco parfumé au pandanus. Peut être servi froid ou chaud.
- Bubur kacang hijau: bouillie de mungo cuite avec du lait de coco et sucrée avec du sucre de canne ou de palme. Appelé canje mungo par les Kristang.

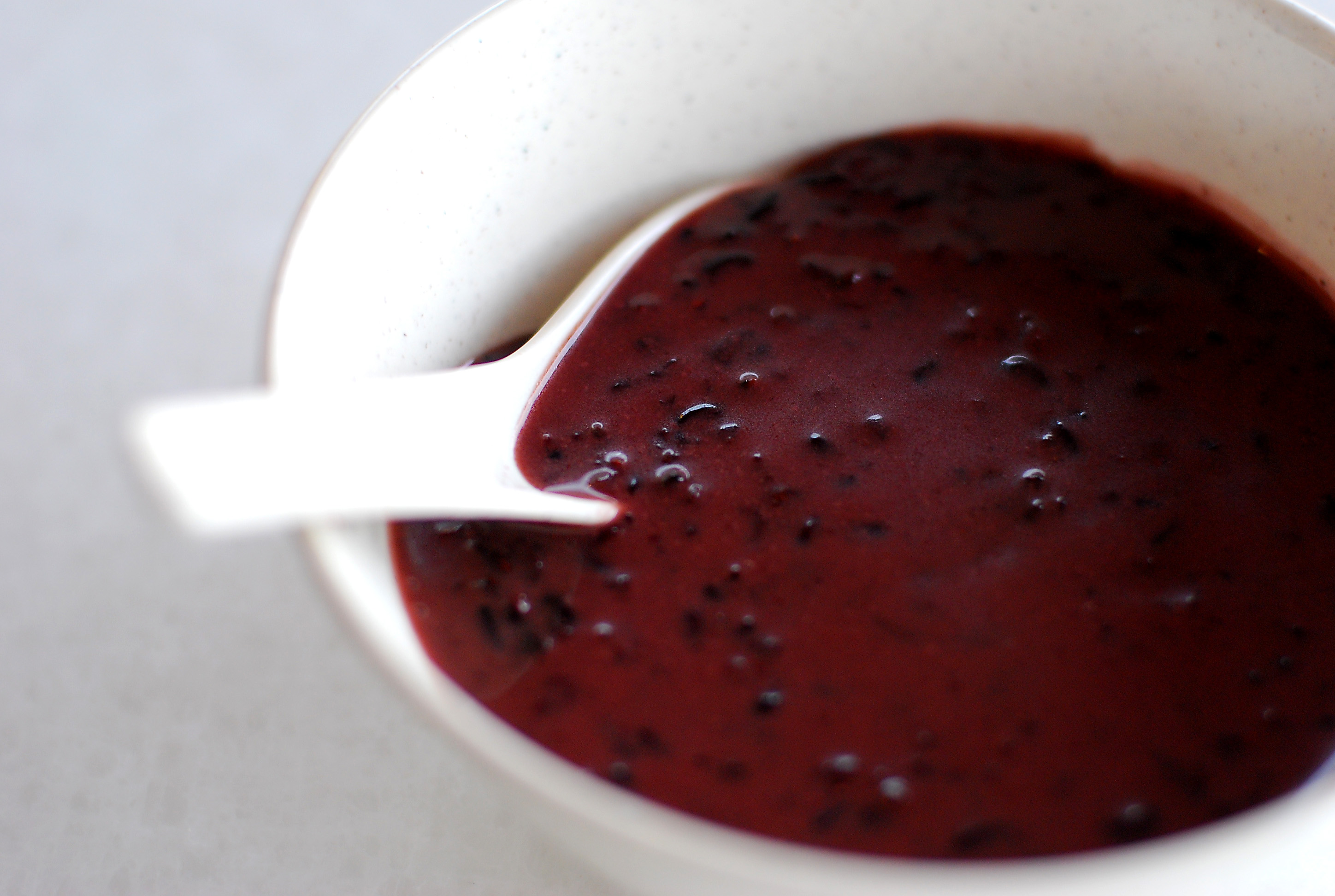
Bubur pulut hitam, sans lait de coco.

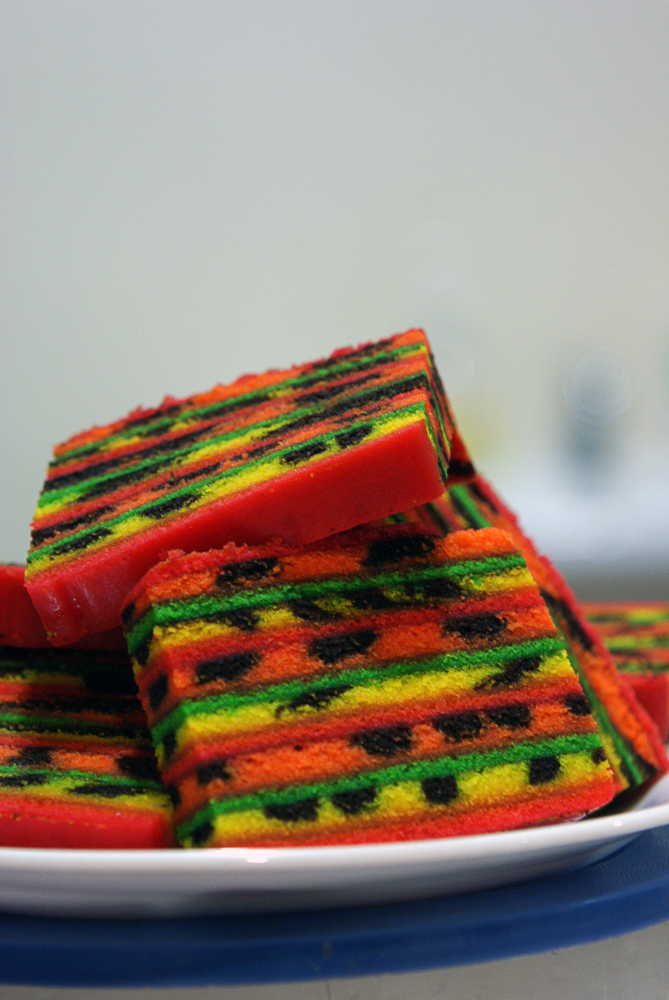
Kek lapis Sarawak.

- Bubur pulut hitam : bouillie de riz gluant noir cuite avec du sucre de palme et des feuilles de pandanus, servie chaude avec du lait de coco.
- Bubur ruya : bouillie sucrée bidayuh, faite de riz gluant et de morceaux de tapioca bouillis avec des feuilles de pandanus[30].
- Cendol : gouttes lisses et vertes faites de mungo ou de farine de riz, servies dans du lait de coco froid, ou comme garniture de l'ABC.
- Bonbon de noix de coco : fait de noix de coco râpée, sucre, lait concentré, arômes et colorants. C'est une sucrerie populaire, qu'on retrouve surtout durant les occasions festives et dans les restaurants spécialisés en sucreries indiennes[31].
- Dadih : laitage malais à base de lait, de sucre et de sel, acidifié par du petit lait (obtenu par la fermentation nocturne de l'asam gelugur), et battu pour donner une texture semblable à de la crème anglaise[32].
- Dodol : bonbon sucré et collant de type toffee, à base de réduction de lait de coco, de jaggery et de farine de riz. Communément servi pour des fêtes comme Eid ul-Fitr and Eid al-Adha aux enfants.
- ou halwa.
- Hinompuka : originaire de Sabah, friandise enroulée dans des feuilles de bananier ou d'irik (Phacelophrynium maximum). Vendu sur les marchés, plat essentiel des mariages, anniversaires et fêtes, l'hinompuka est fait d'un mélange humide de riz gluant blanc et de riz gluant pourpre, voire noir (tadung), sucré avec du sucre brun ou sucre de palme. Les Kadazans font un dessert similaire sous des noms différents : bintanok, lompuka, tinapung et pais.
- Kek lapis Sarawak : fameux et complexes gâteaux rayés, essentiels pour les occasions festives à Sarawak comme Hari Raya, le Nouvel an chinois, Gawai et Noël.
- Laddu : la plus connue des sucreries indiennes en Malaisie, surtout durant Deepavali, le ladoo peut être parfumé de diverses manières. Une recette typique consiste à faire cuire de la farine de pois chiche, de la semoule et de la noix de coco dans du ghee[33].
- Leng chee kang (chinois : 莲子羹) : mélange d'ingrédients cuits et immergés dans une soupe sucrée. Les ingrédients dépendent du cuisinier, mais le lotus sacré en reste l'ingrédient principal, et la soupe doit inclure du longane, des champignons blancs, de l'orge, de la gelée de kembang semangkuk et du sucre[34]. Le leng chee kang peut être servi chaud ou froid.
- Matterhorn : glace pilée avec de l'ananas, longane, cendol, gelée d'herbe et tranches de citron. Son créateur fut inspiré par le mont Cervin (ou Matterhorn en allemand) recouvert de glace.
- Gâteau de lune (chinois : 月饼) : pâtisserie chinoise en forme de lune, consommée pendant la fête de la mi-automne (ou fête de la Lune).
- Nanggiu : dessert kadazan fait de nouilles gélifiées de farine de sagou cuites dans une soupe de lait de coco sucrée avec du sucre de palme[18].
- Gâteau au pandan : gâteau léger coloré et parfumé avec du jus de fruit de pandanus.
- Payasam : pudding sucré et épicé à base d'amidon de riz, hérité de la culture indienne méridionale.
- Pengat : dessert liquide à base de gula melaka et de lait de coco. Aussi connu sous le nom de serawa, le pengat est fait de morceaux de fruits tels que la banane, le jacquier ou le durian, ou de tubercules comme la patate douce ou le tapioca. Il est ensuite réduit dans une sauce épaisse et servi avec du riz gluant, du roti jala ou des pancakes (lempeng).
- Pisang goreng : snack couramment vendu dans la rue, ces bananes frites sont aussi proposées, cuisinées de manière plus élaborée en dessert dans certains restaurants.
- Puding diraja (ou pudding royal) : ce dessert fut créé pour la famille royale de l'État de Pahang. Ses ingrédients de bases sont le pisang lemak manis (bananes locales), lait concentré, prunes, cerises confites et noix de cajou. Il est garni avec des jala emas, et servi avec une sauce froide de lait et de farine de maïs[35].
- Sago pudding : perles translucides de sagou, servi en dessert liquide avec du lait de coco et du sucre de palme, ou en gâteau (sagu gula melaka) et légèrement arrosé de lait de coco et de sirop de gula melaka.
- Sugee cake : spécialité de la communauté eurasienne. On utilise de la farine de semoule et beaucoup de jaunes d'œuf.
- Tangyuan (chinois : 汤圆 ou 湯圓) : boulettes de farine de riz gluant, consommées dans une soupe d'eau sucrée ou dans du bouillon de viande.
- Tapai : dessert à base de riz gluant fermenté ou de tapioca. Il peut être mangé tel quel, ou avec de la glace, du chocolat ou des fruits[36]. Ne pas confondre avec la boisson alcoolisée du même nom, faite avec les mêmes ingrédients mais pas au même stade de fermentation.
- Tau foo fah ou dau huay (chinois : 豆腐花 or 豆花) : gâteau de tofu filandreux aromatisé avec du sirop de sucre brun.